# Brugge
Brugge (Frans en Engels: Bruges; Duits: Brügge) is de hoofdstad en naar inwonertal grootste stad van de Belgische provincie West-Vlaanderen en van het arrondissement Brugge. De centrumstad, gelegen in het noordwesten van het land, is tevens de hoofdplaats van het kieskanton Brugge, telt zelf vier gerechtelijke kantons en is de zetel van het bisdom Brugge en van een hof van assisen.
Het historisch centrum is als middeleeuwse stad opgenomen op de werelderfgoedlijst van UNESCO. Het is eivormig en ongeveer 430 hectare groot. De volledige gemeente heeft een oppervlakte van ruim 14.099 hectare, waaronder zo'n 1.075 hectare gewonnen op de zee, bij Zeebrugge. De stad telt circa 120.000 inwoners; ongeveer 20.000 daarvan wonen in de binnenstad. De inwoners van Brugge worden Bruggelingen genoemd.
De economische betekenis van Brugge vloeit voornamelijk voort uit de zeehaven, Zeebrugge, maar ook uit de industrie, dienstensector en scholen op alle niveaus. Tevens is de stad een wereldberoemde toeristische trekpleister.

## Naamgeving
De oudste geschreven bron waarin de naam van de stad wordt gebruikt, is het "Breviarium de thesauro sancti Bavonis, quod invenerunt fratres remansisse post Nordmannicam infestationem". Deze inventaris van een kerkschat van de Gentse Sint-Baafsabdij werd opgesteld na plundering van de abdij door Noormannen, vermoedelijk tussen 851 en 864. Daarin heeft men het over een gouden kruis, dat ter bescherming naar Brugge was gestuurd, maar niet was teruggekomen: "crux illa aurea, que Bruggis fuit ad servandum missa nec postea reversa". Het vroegste afschrift van deze inventaris dateert pas uit de 12e eeuw.
De oudste tastbare bron waarop voor het eerst de naam van de stad wordt gebruikt, zijn enkele munten die volgens de recentste inzichten gedateerd worden tussen 864 en 898. Ze bevatten de vermeldingen Bruggas, Bruccas, Briuggas en Briuccas.
Waar de naam Brugge vandaan komt, is niet exact bekend. Mogelijk is het een verbastering van de Keltische naam voor de ondertussen gekanaliseerde rivier de Reie, die door Brugge stroomde en in de Noordzee uitmondde. Reie zelf komt van het Keltische woord Rogia, wat "Heilig Water" betekent. De Kelten beschouwden rivieren en bronnen als goddelijke wezens, en het is waarschijnlijk dat de Keltische naam aan de Brugse waterloop is blijven kleven. Door evolutie zou de naam van het water, Rogia of Ryggia, ook de naam van de stad geworden zijn, Bryggia.
Het is mogelijk dat er in latere eeuwen ook een contaminatie plaats heeft gevonden met het Oudnoordse woord bryggja, wat "landingsbrug" of "aanlegkaai" betekent. Zo waren er vanaf 800 veel contacten met Scandinavië via handel over de Noordzee en door de invallen van de Noormannen. De naam Brugge vertoont dan ook gelijkenissen met Bryggen, de historische haven van Bergen, dat net als Brugge vanaf de 14e eeuw een belangrijke stad was van de Hanze.

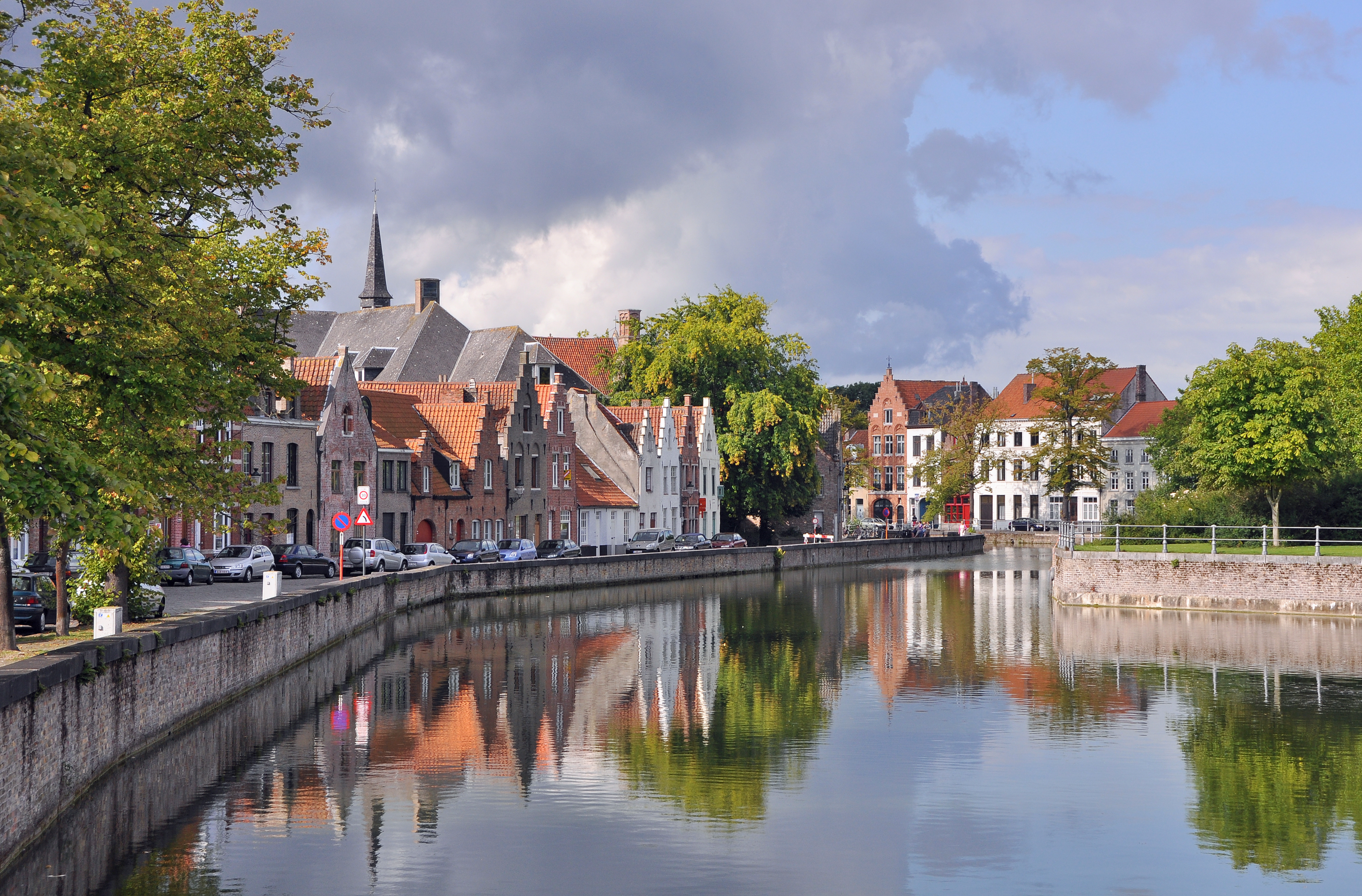
De Langerei, een deel van de gekanaliseerde rivier De Reie.

Regelmatig wordt naar Brugge verwezen als het "Venetië van het Noorden", refererend aan de vele waterlopen en bruggen. De meeste van deze kanaaltjes worden "reien" genoemd, naar de rivier de Reie. Een andere theorie luidt dat de bijnaam te maken heeft met het feit dat de middeleeuwse handelssteden Brugge en Venetië economisch enigszins vergelijkbare functies vervulden als belangrijkste distributiecentra, elk in eigen regio.
Ook wordt Brugge vaak de "Breydelstad" genoemd, naar de Brugse volksheld uit de 14e eeuw, Jan Breydel.
De bijnaam van de Bruggelingen is "(Brugse) zotten". Deze bijnaam danken ze aan een weinig waarschijnlijke legende: nadat ze Maximiliaan I van Oostenrijk, in hun strijd om autonomie, voor een tijd gevangen hadden gehouden, verbood deze het houden van een jaarmarkt en andere festiviteiten. In een poging om hem te sussen, hield Brugge voor hem een groot feest en vroeg daarna de toestemming opnieuw een jaarmarkt te houden, belastingen te innen én ... een nieuw "zothuis" te bouwen. Hij antwoordde: "Sluit alle poorten van Brugge en je hebt een zothuis!".

## Geschiedenis
De eerste tekenen van leven op het huidig Brugse grondgebied stammen uit de 2e eeuw n.C., toen er zich een Gallo-Romeinse nederzetting bevond. De naam van Brugge werd voor de eerste keer vermeld tussen 850 en 875. Tussen de 9e en 12e eeuw groeide de stad dankzij de belangrijke haven uit tot een internationaal handelscentrum. Even dreigde de haven in het gedrang te komen door de verzanding van het gebied tussen Brugge en de huidige kuststrook. Het ontstaan van het Zwin, de vaargeul tussen Brugge en de zee, in 1134 zorgde er echter voor dat de verbinding standhield.
In 1089 werd Brugge uitgeroepen tot 'hoofdstad' van het graafschap Vlaanderen en van de 13e tot de 15e eeuw kon Brugge gerust beschouwd worden als de economische hoofdstad van Noordwest-Europa. Door zijn belang als handelscentrum zag in Brugge het eerste beursgebouw ter wereld het levenslicht. Daarnaast werd ook de Waterhalle op de Grote Markt als ontmoetingsplaats voor handelaars gebouwd.

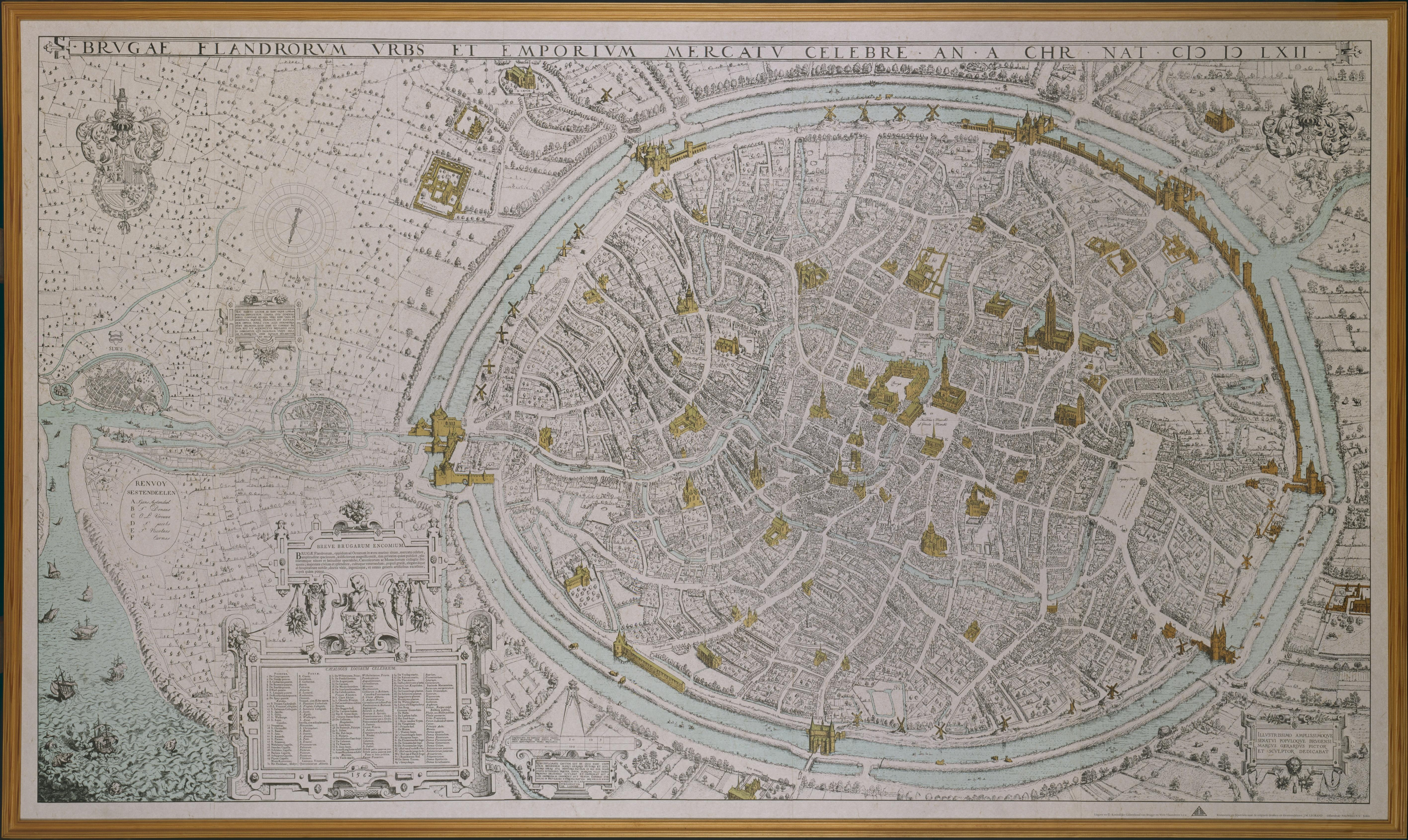
Kaart van Brugge uit 1562 door Marcus Gerards.

De periode tussen ca. 1280 en 1480 mag het gouden tijdperk van Brugge genoemd worden. In die tijd telde de stad 46.000 inwoners. De binnenstad kreeg een tweede stadswal waarvan tot op vandaag enkele poorten de tand des tijds hebben doorstaan. Het Bourgondische vorstenhuis had van Brugge haar residentiestad gemaakt en trok heel wat uitmuntende kunstenaars aan, waaronder schilders en architecten. Dit resulteerde in een enorme verrijking van de stad op bouwkundig, artistiek en cultureel vlak. Het monumentale stadhuis is hier een mooi voorbeeld van, maar ook heel wat indrukwekkende kerken en huizen stammen uit die periode.
De dood van Maria van Bourgondië in 1482 zorgde echter voor een keerpunt en al gauw trok het vorstenhuis zich uit de stad terug. Het einde van Brugge als internationale handelsmetropool was in zicht. Antwerpen nam gedurende een eeuw deze rol over en Brugge raakte volledig in verval. 
In 16de eeuw was Brugge een centrum van humanisme en protestantisme, met internationale vertakkingen. In 1578 kreeg de stad kortstondig een protestants bestuur. Ophefmakend was de terechtstelling van drie minderbroeders op de Burg. In 1584 werd Brugge ingenomen door de hertog van Parma, en werd zo weer Spaans en katholiek.
De Spaanse koning was ook graaf van Vlaanderen van 1592 tot 1713; deze Spaanse heerschappij, gepaard met enkele godsdienstoorlogen, sleurde de stad steeds verder de dieperik in.
Daarna volgden een Oostenrijks bewind, een Franse annexatie, een herenigd Nederland en de Belgische onafhankelijkheid. Volgens sommigen behoorde Brugge van 1600 tot 1885 tot de armste steden in de Nederlanden. Hiervoor wordt meestal de cijfers vernoemd van de behoeftige bevolking. Anderen halen hieruit argument dat de stad integendeel rijk bleef, aangezien ze zo veel armen kon onderhouden. Het bouwen van grote stadswoningen doorheen de zeventiende tot achttiende eeuw toont aan dat er minstens een rijke bovenlaag aanwezig was. De industriële revolutie in de negentiende eeuw beroerde Brugge niet in aanzienlijke mate. De strijd voor een nieuwe zeehaven was het grote actiepunt in Brugge.
Vanaf het begin van de negentiende eeuw werd Brugge vooral geprezen als verblijfplaats en historisch oord door Engelse auteurs. Tegen het einde van de eeuw was de roman Bruges-la-Morte van Georges Rodenbach een van de elementen die de stad bijkomend onder de aandacht bracht. In het boek werd Brugge als verarmd maar mysterieus voorgesteld en dit zorgde voor een bijkomende internationale belangstelling. Het historisch patrimonium werd herontdekt en de bouw van de zeehaven in Zeebrugge in 1896 beloofde ook op economisch vlak voor een heropleving te zorgen. De tentoonstelling van de Vlaamse Primitieven in 1902 was het startschot voor de sterke culturele en toeristische ontwikkeling die de stad sindsdien heeft gekenmerkt.
Tijdens de twee wereldoorlogen bleef Brugge zo goed als volledig gespaard van vernielingen. In 1971 werd het grondgebied van de stad aanzienlijk uitgebreid door een fusie met de omliggende randgemeenten en in 2000 kwam de binnenstad op de Werelderfgoedlijst van de UNESCO te staan. Tijdens het jaar 2002 was Brugge culturele hoofdstad van Europa.

## Geografie

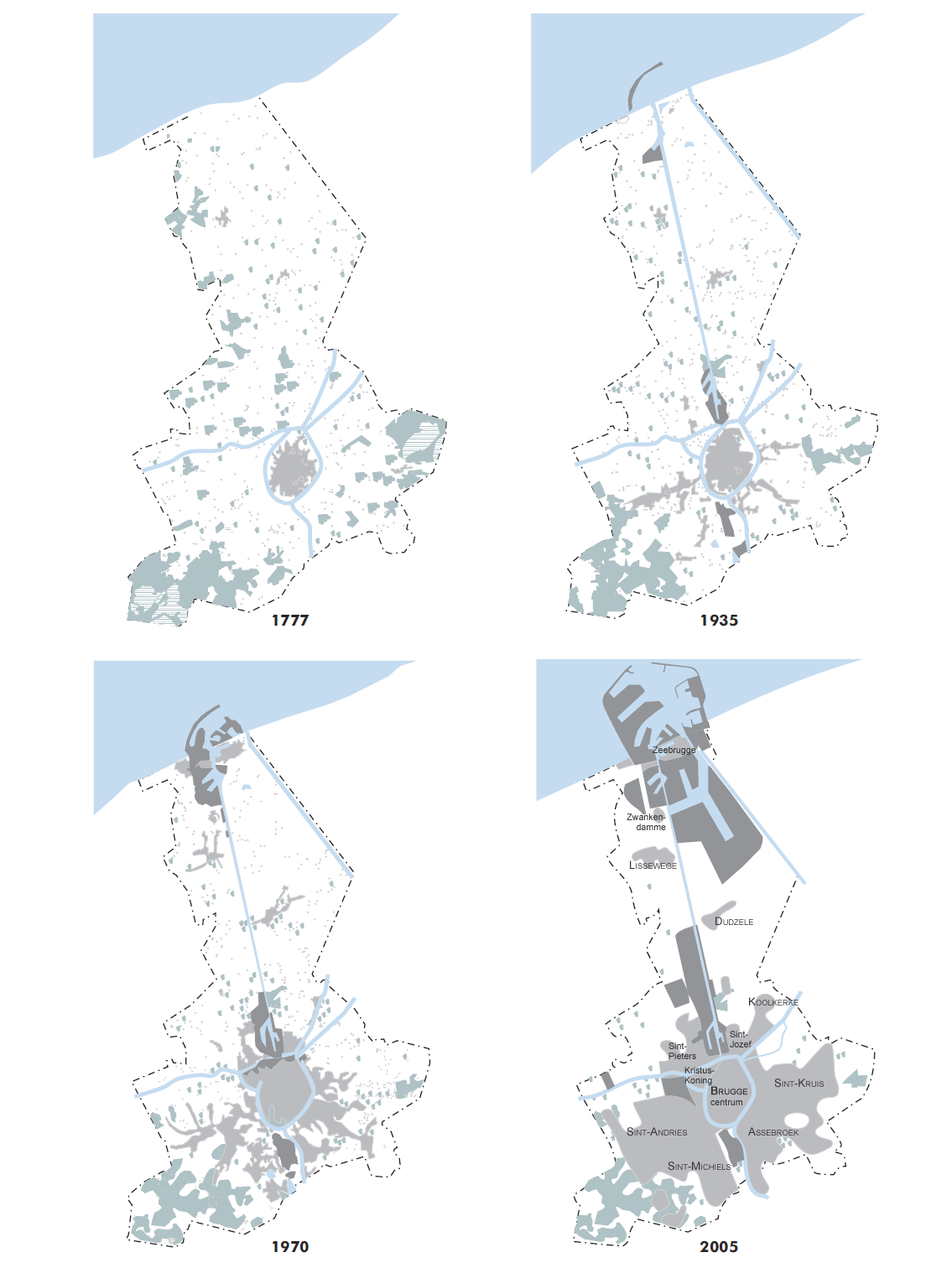
Evolutie van de bodembezetting binnen de huidige gemeente Brugge.

Het gebied waarin Brugge is gegroeid, ligt op de grens van een zandleemgebied en de zeepolders, op circa 15 km van de Noordzee. Het grootste deel van de stad kan tot de Zandstreek gerekend worden.
Brugge heeft acht deelgemeenten, waarvan er zes – Brugge, Sint-Andries, Sint-Michiels, Assebroek, Sint-Kruis en Koolkerke – een stedelijk karakter hebben en twee – Dudzele en Lissewege – gekenmerkt zijn door een enerzijds landelijk en anderzijds havengerelateerd landschap. De binnenstad – het historisch stadsgedeelte binnen de vesten – heeft gemiddeld de grootste bevolkingsdichtheid. Ook wijken grenzend aan het stadscentrum kennen vaak een hoge bevolkingsdichtheid, soms hoger dan van enkele wijken in de binnenstad. Over het algemeen, op uitzondering van bepaalde wijken, neemt de bevolkingsdichtheid licht af naarmate men verder verwijderd is van de binnenstad.

### Bestuurlijke indeling

#### Deelgemeenten
In de loop der jaren is de oppervlakte van de gemeente/stad Brugge aanzienlijk vergroot. Hieronder een overzichtje van de geannexeerde gemeenten en woonkernen (weergegeven is het jaartal waarin de fusie geschiedde plus de opgeheven gemeenten).
- 1899 - gemeente Sint-Pieters-op-den-Dijk, woonkern Sint-Jozef en de latere industriezone Zwankendamme
- 1901 - het latere Zeebrugge
- 1932 - woonkern Zwankendamme
- 1971 - de gemeenten Assebroek, Dudzele, Koolkerke, Lissewege, Sint-Andries, Sint-Kruis en Sint-Michiels

Enkel de gemeenten die zich in 1971 bij de stad gevoegd hebben, mogen zichzelf deelgemeente noemen.
|      | Naam                                                                                      | Oppervlakte (km²) | Bevolking (1-1-2020)            |
| ---- | ----------------------------------------------------------------------------------------- | ----------------- | ------------------------------- |
| I    | Brugge (deelgemeente) - Centrum (binnenstad) - Kristus-Koning - Sint-Jozef - Sint-Pieters | 4,30 1,01         | 37.595 19.881 4.680 5.486 7.548 |
| II   | Koolkerke                                                                                 | 4,17              | 3.246                           |
| III  | Sint-Andries                                                                              | 20,65             | 19.324                          |
| IV   | Sint-Michiels                                                                             | 14,02             | 12.345                          |
| V    | Assebroek                                                                                 | 10,49             | 19.808                          |
| VI   | Sint-Kruis                                                                                | 13,75             | 16.064                          |
| VII  | Dudzele                                                                                   | 21,92             | 2.450                           |
| VIII | Lissewege - Lissewege - Zeebrugge - Zwankendamme                                          | 11,44             | 7.778 2.468 4.589 721           |

Bron: Brugse bevolking

#### Randgemeenten
| a. Blankenberge b. Zuienkerke c. Jabbeke d. Zedelgem |  | e. Oostkamp f. Beernem g. Damme h. Knokke-Heist |

### Klimaat
In Brugge heerst voornamelijk een gematigd zeeklimaat. Door zijn ligging nabij de zee wordt het klimaat in Brugge hier sterk door bepaald. De winters zijn relatief zacht en de zomers vrij koel. De warme golfstroom van de Atlantische Oceaan warmt de Noordzee op, wat een temperende invloed op het klimaat heeft. Ook de westelijke en zuidwestelijke winden zijn hierdoor zachter. In de winter schommelt de temperatuur rond 2 °C, in de zomer wordt een gemiddelde temperatuur van 20 °C bereikt.
De natste maanden van het jaar zijn normaal augustus, oktober, november en december, maar het hele jaar door kan er vrij veel neerslag vallen. De zonnigste maanden zijn van mei tot en met augustus, hoewel deze maanden ook vaak gekenmerkt worden door periodes van hevige neerslag. September kan dan weer een aangename nazomermaand zijn. De luchtvochtigheid is het hoogst tijdens de wintermaanden en is gemiddeld het laagst tijdens de maand mei.
| Maand                       | jan | feb  | mrt  | apr  | mei  | jun  | jul  | aug  | sep  | okt  | nov | dec  | Jaar  |
| --------------------------- | --- | ---- | ---- | ---- | ---- | ---- | ---- | ---- | ---- | ---- | --- | ---- | ----- |
| Gemiddeld maximum (°C)      | 4,7 | 5,1  | 8,5  | 12,1 | 16,4 | 19,1 | 21,1 | 21,3 | 18,5 | 13,9 | 8,8 | 5,7  | 12,9  |
| Gemiddelde temperatuur (°C) | 3   | 3,1  | 5,8  | 8,9  | 12,9 | 15,7 | 17,8 | 18   | 15,6 | 11,5 | 7   | 4,1  | 10,3  |
| Gemiddeld minimum (°C)      | 1,2 | 1,1  | 3,1  | 5,7  | 9,4  | 12,3 | 14,5 | 14,7 | 12,7 | 9    | 5,2 | 2,4  | 7,6   |
|                             |     |      |      |      |      |      |      |      |      |      |     |      |       |
| Neerslag (mm)               | 57  | 47,7 | 49,9 | 40,9 | 49,3 | 60,1 | 68,8 | 70,5 | 68,1 | 74,3 | 74  | 70,5 | 731,1 |
| Bron: Meteovista            |     |      |      |      |      |      |      |      |      |      |     |      |       |

## Demografie
Van de 118.187 inwoners op 1 januari 2017 waren er 57.406 mannen en 60.781 vrouwen. Er bevonden zich toen 22.359 Bruggelingen in de leeftijdsgroep van 0 tot en met 19 jaar, 68.412 in de leeftijdsgroep van 20 tot en met 64 jaar, en 27.416 in de leeftijdsgroep van 65 jaar en ouder. De stad telde op dat moment ook 53.903 huishoudens en 6.316 personen – of 5,3% van de bevolking – met een vreemde nationaliteit.

In 2016 werden in Brugge 1.024 geboortes en 1.287 overlijdens geteld.

### Demografische ontwikkeling voor de fusie
- Bron: NIS - Opm.: 1806 t/m 1970=volkstellingen
- 1899: aanhechting van Sint-Pieters-op-den-Dijk en gebiedsdelen van Dudzele, Koolkerke, Lissewege en Uitkerke (+ 20,97 km² met 2.984 inwoners)
- 1901: aanhechting van gebiedsdelen van Heist, Lissewege, Sint-Andries en Uitkerke (+ 3,90 km² met 465 inwoners)
- 1932: aanhechting van gebiedsdelen van Dudzele, Lissewege en Zuienkerke (+ 5,73 km² met 732 inwoners)
- 1956: aanhechting van een gebiedsdeel van Sint-Michiels (+ 0,16 km² met 24 inwoners)

### Demografische ontwikkeling van de fusiegemeente
Alle historische gegevens hebben betrekking op de huidige gemeente, inclusief deelgemeenten, zoals ontstaan na de fusie van 1 januari 1971.
- Bronnen:NIS, Opm:1831 tot en met 1981=volkstellingen; 1990 en later= inwonertal op 1 januari
- 1971: aanhechting van Assebroek, Dudzele, Koolkerke, Lissewege, Sint-Andries, Sint-Kruis en Sint-Michiels en gebiedsdelen van Heist, Loppem en Oostkamp; afstand van een gebiedsdeel aan Oostkerke (+ 95,54 km² met 65.903 inwoners)
- 1977: afstand van een gebiedsdeel aan Damme (−2,75 km² met 367 inwoners)

| Inwoners van jaar tot jaar op 1 januari 1992 tot heden | Inwoners van jaar tot jaar op 1 januari 1992 tot heden | Inwoners van jaar tot jaar op 1 januari 1992 tot heden |
| jaar                                                   | Aantal                                                 | Evolutie: 1992=index 100                               |
| ------------------------------------------------------ | ------------------------------------------------------ | ------------------------------------------------------ |
| 1992                                                   | 116.717                                                | 100,0                                                  |
| 1993                                                   | 116.871                                                | 100,1                                                  |
| 1994                                                   | 116.724                                                | 100,0                                                  |
| 1995                                                   | 116.273                                                | 99,6                                                   |
| 1996                                                   | 115.815                                                | 99,2                                                   |
| 1997                                                   | 115.500                                                | 99,0                                                   |
| 1998                                                   | 115.573                                                | 99,0                                                   |
| 1999                                                   | 115.991                                                | 99,4                                                   |
| 2000                                                   | 116.246                                                | 99,6                                                   |
| 2001                                                   | 116.559                                                | 99,9                                                   |
| 2002                                                   | 116.836                                                | 100,1                                                  |
| 2003                                                   | 116.811                                                | 100,1                                                  |
| 2004                                                   | 117.025                                                | 100,3                                                  |
| 2005                                                   | 117.327                                                | 100,5                                                  |
| 2006                                                   | 117.224                                                | 100,4                                                  |
| 2007                                                   | 116.982                                                | 100,2                                                  |
| 2008                                                   | 117.113                                                | 100,3                                                  |
| 2009                                                   | 116.969                                                | 100,2                                                  |
| 2010                                                   | 116.741                                                | 100,0                                                  |
| 2011                                                   | 116.885                                                | 100,1                                                  |
| 2012                                                   | 117.170                                                | 100,4                                                  |
| 2013                                                   | 117.577                                                | 100,7                                                  |
| 2014                                                   | 117.377                                                | 100,6                                                  |
| 2015                                                   | 117.886                                                | 101,0                                                  |
| 2016                                                   | 118.053                                                | 101,1                                                  |
| 2017                                                   | 118.187                                                | 101,3                                                  |
| 2018                                                   | 118.284                                                | 101,3                                                  |
| 2019                                                   | 118.325                                                | 101,4                                                  |
| 2020                                                   | 118.656                                                | 101,7                                                  |
| 2021                                                   | 118.467                                                | 101,5                                                  |
| 2022                                                   | 118.509                                                | 101,5                                                  |
| 2023                                                   | 119.541                                                | 102,4                                                  |
| 2024                                                   | 119.869                                                | 102,7                                                  |
| 2025                                                   | 120.283                                                | 103,1                                                  |

## Cultuur

### Bezienswaardigheden en toerisme

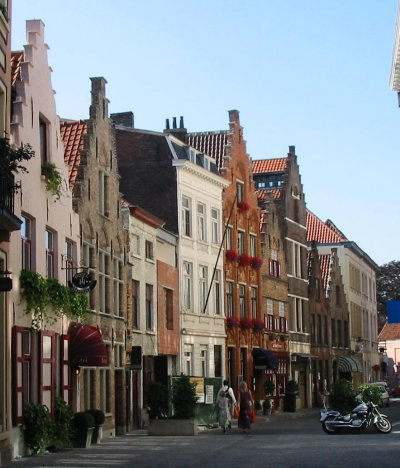
Huizen met trapgevels in de Dweersstraat.

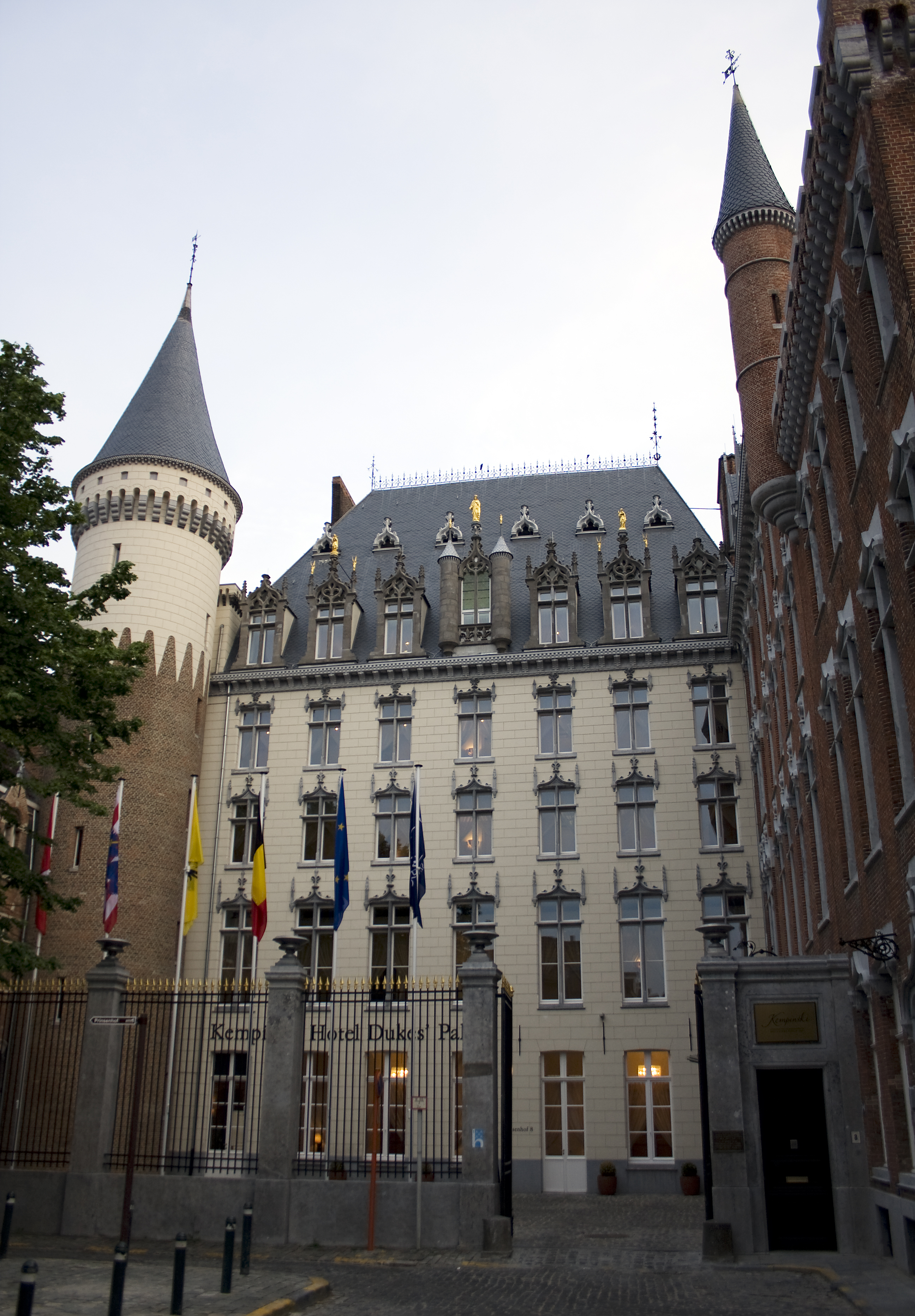
Het voormalige Prinsenhof (thans vijfsterrenhotel Dukes' Palace).

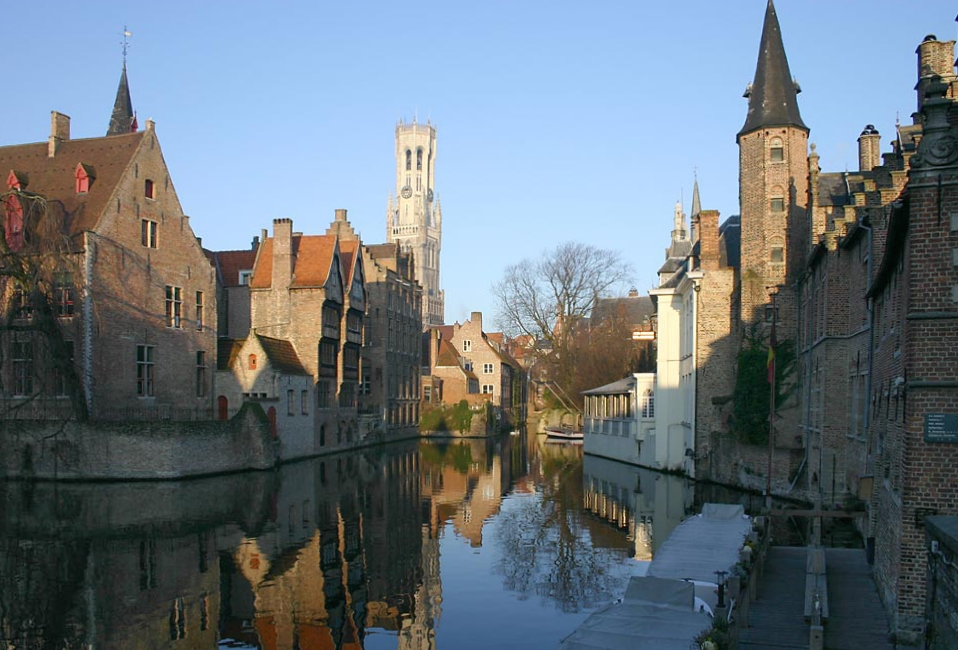
Gezicht van op de Rozenhoedkaai, met op de achtergrond het Belfort.

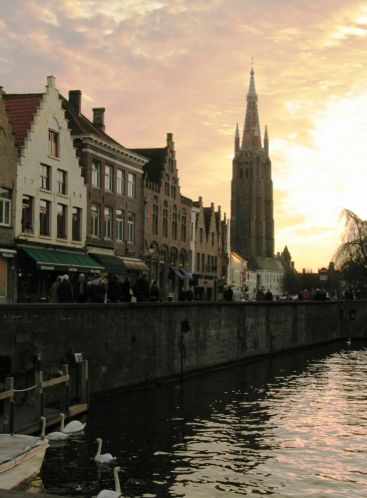
De Rozenhoedkaai, met op de achtergrond de toren van de Onze-Lieve-Vrouwekerk en in de voorgrond enkele Brugse zwanen.

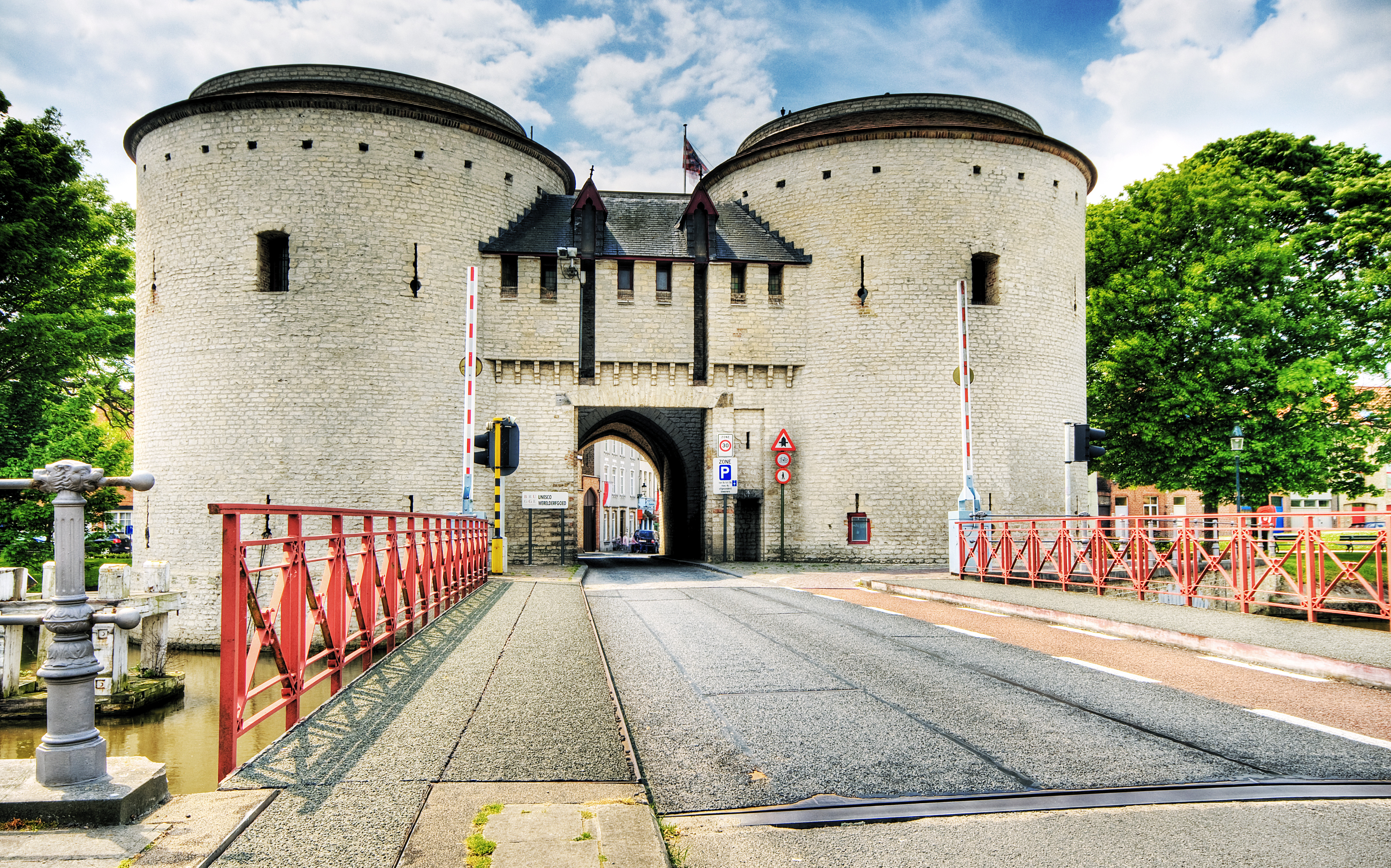
De Kruispoort.

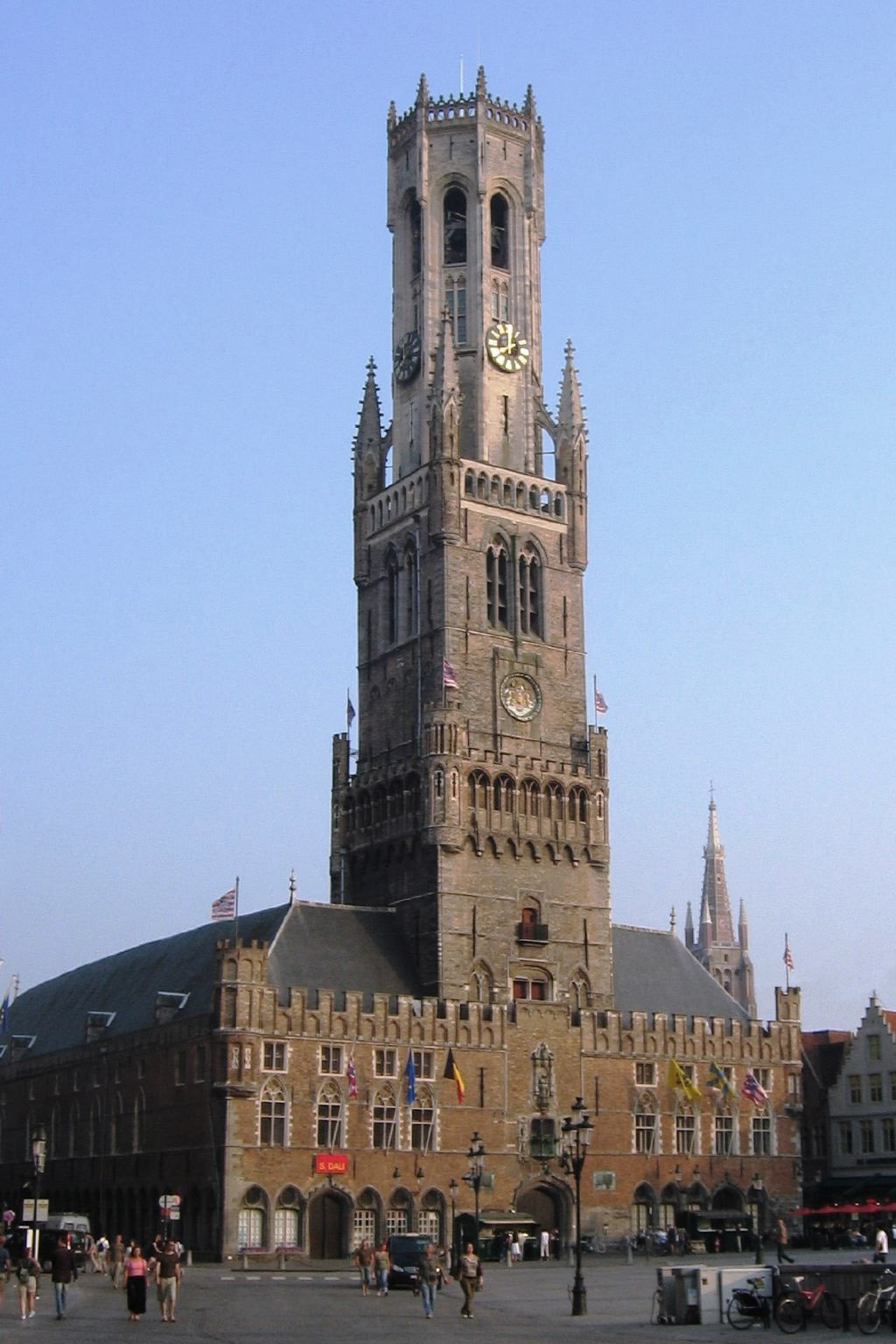
Het Belfort en de stadshallen.

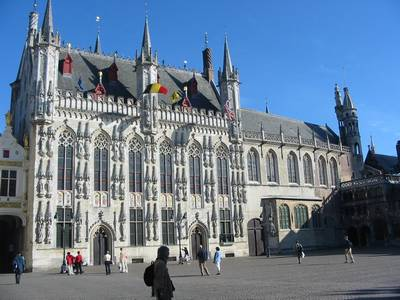
Het stadhuis.

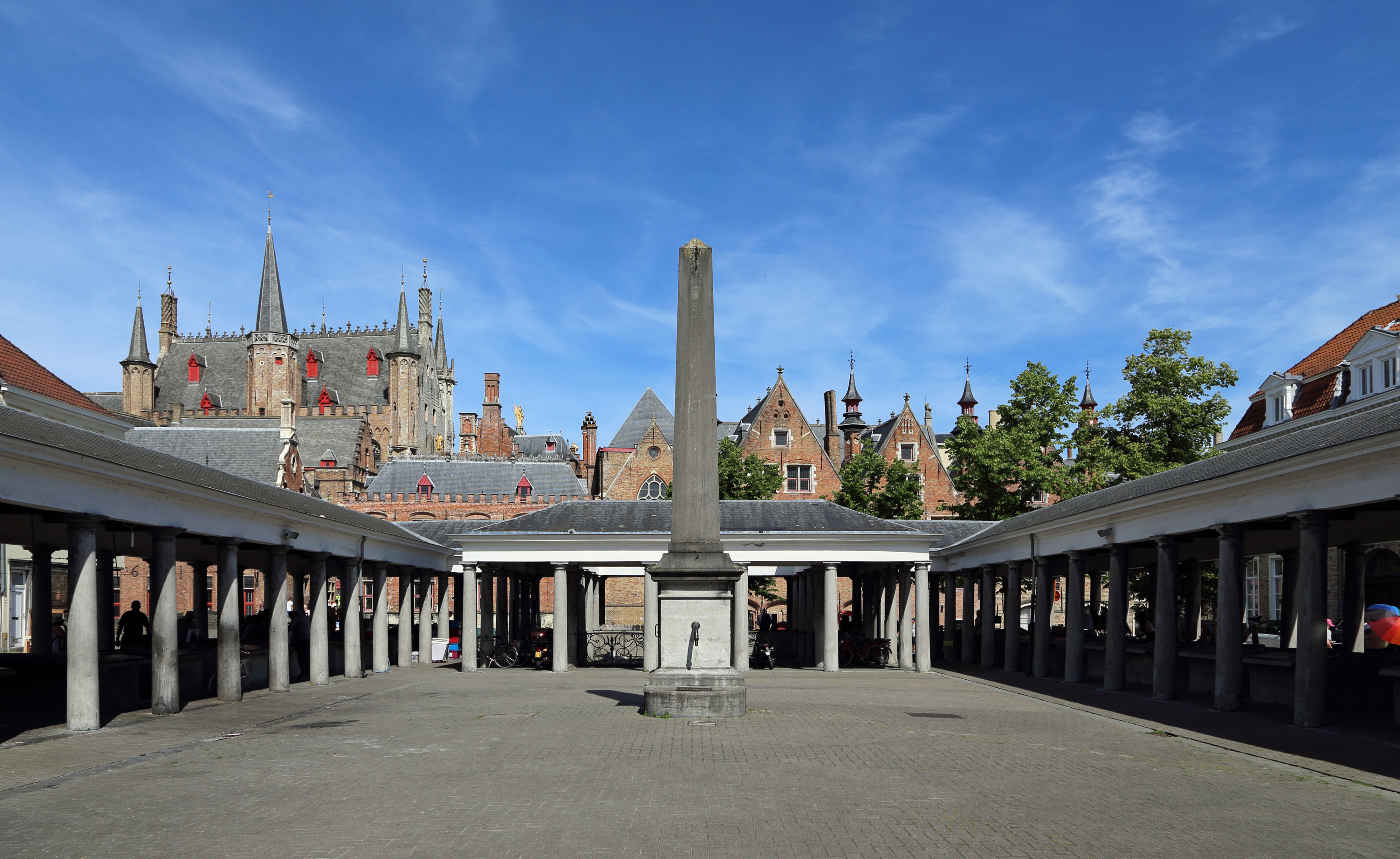
De Vismarkt met monumentale pomp.

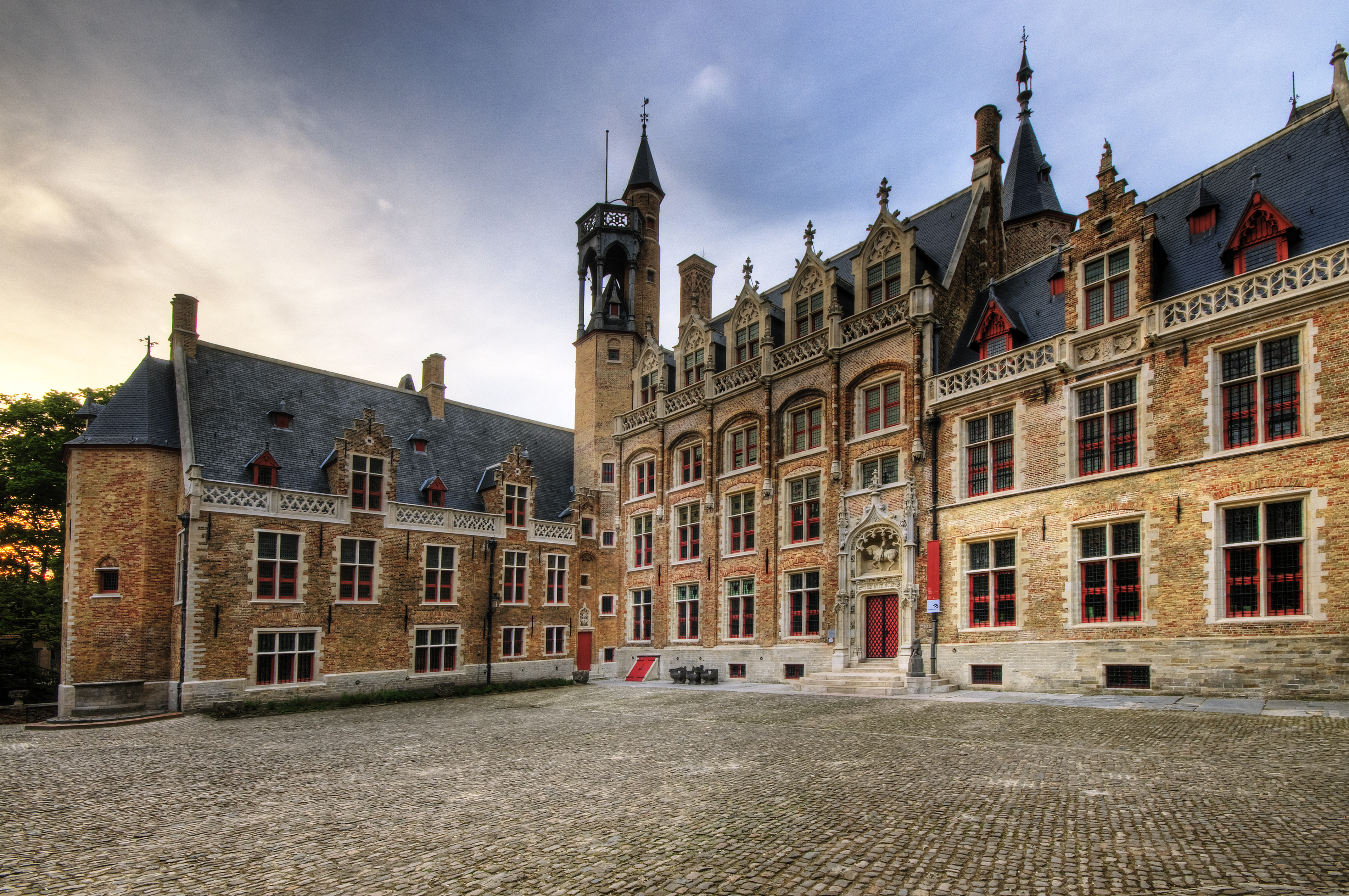
Het Gruuthusemuseum.

Brugge is vooral bekend als een historische stad met veel cultureel erfgoed. Het historisch centrum is goed geconserveerd, in het bijzonder het middeleeuws stratenpatroon en patrimonium. Het huidige uitzicht van de binnenstad is ook beïnvloed door de belangstelling voor de neogotiek in de 19e eeuw, die resulteerde in de 'neo-Brugse stijl', gaande van neogotiek tot eclecticisme. Veel gebouwen werden toen verfraaid, gerestaureerd, herbouwd of nieuw gebouwd in deze stijl. De reien, de geschiedenis, de archeologische vondsten, maar ook de winkelstraten lokken dagelijks heel wat mensen naar deze stad. In ruime mate te voet, maar onder andere ook per fiets(koets), paardenkoets of -tram, met City-Tourbusjes of met bootjes op de reien kan de Brugse binnenstad verkend worden.
In 2015 telde de stad voor het verblijfstoerisme ruim 90 hotels, goed voor meer dan 7.800 bedden. De jeugdlogies en gastenkamers waren goed voor elk nog eens ruim 1.000 bedden. In 2015 telde men in Brugge zo'n 1,13 miljoen aankomsten, waaronder circa 27.100 in Zeebrugge, en ruim 2,03 miljoen overnachtingen, waaronder circa 52.300 in Zeebrugge. In vergelijking met andere grote Vlaamse steden vertoont een kleiner aandeel hiervan een zakelijk karakter, al blijkt dit aandeel de laatste jaren wel toe te nemen.
Het autoverkeer wordt zo veel mogelijk uit het centrum van de stad geweerd. De snelheidsbeperkingen (30 km per uur), een lussenplan met veel eenrichtingsverkeer (twee richtingen voor fietsers) en randparkings moeten van Brugge een aangename wandel- en winkelstad maken.
De aanwezigheid van horecazaken en winkels verdringt evenwel gedeeltelijk de woonfunctie in de kern van de binnenstad.
Elk jaar gaat op Hemelvaartsdag de Heilig Bloedprocessie rond in Brugge. Hierbij wordt de relikwie van het Heilig Bloed, die Diederik van de Elzas vanuit Jeruzalem naar Brugge zou hebben gebracht, vereerd door de stad. De processie bestaat uit drie gedeelten: de Bijbel, de geschiedenis van het Kostbaar Bloed en de prelatuurstoet met de relieken. Een andere grote stoet die in Brugge wordt gehouden, is de Gouden Boomstoet. Deze vijfjaarlijkse praalstoet werd in 1958 gecreëerd met als centraal gegeven de "Wapenpas van de Gouden Boom", die in 1468 op de Brugse Markt werd gehouden ter gelegenheid van het huwelijk van Karel de Stoute en Margaretha van York.
In 2002 was Brugge culturele hoofdstad van Europa. Naar aanleiding hiervan werd onder andere een nieuw multifunctioneel concertgebouw opgetrokken, met de ambitie er een internationale uitstraling aan te geven.
Van 1968 tot 1974 en opnieuw sinds 2015 vindt driejaarlijks de Triënnale Brugge plaats, oorspronkelijk gestart als een traditionele overzichtstentoonstelling van actuele Belgische kunst en na de lange onderbreking geëvolueerd tot een openluchttentoonstelling met monumentale installaties van internationale kunstenaars en architecten, telkens rond een centraal thema.
Brugge is tevens het centrum van een van de Vlaamse toeristische regio's: het Brugse Ommeland.

#### Bouwkundig erfgoed

##### Civiel
- De Grote Markt, met het Belfort met Stadshallen, en verscheidene (neo)gotische gebouwen, zoals het Provinciaal Hof (tot het eind van de 18de eeuw de Waterhalle).
- De Burg, met het stadhuis, de gebouwen van het Brugse Vrije, de Proosdij en de basiliek van het Heilig Bloed.
- Het Jan van Eyckplein, met de Poortersloge en het Tolhuis.
- Het Hof van Gruuthuse (inclusief museum) en het Groeningemuseum aan de Dijver, en de Rozenhoedkaai, met een van de bekendste stadsgezichten van Brugge.
- De Vismarkt en het Huidenvettersplein.
- Het Sint-Janshospitaal, dat het stedelijk museum 'Memling in Sint-Jan' herbergt, en het negentiende-eeuwse Sint-Jan, door een Spaanse vennootschap uitgebaat en dat schilderijen van en Pablo Picasso tentoonstelt.
- Het Gezellehuis, in het geboortehuis van de dichter Guido Gezelle.
- De oude stadspoorten, namelijk de Smedenpoort, de Ezelpoort, de Kruispoort en de Gentpoort (de Dampoort, de Katelijnepoort en de Boeveriepoort zijn verdwenen), en de vier (gedeeltelijk) historische molens op de Kruisvest, namelijk de Sint-Janshuismolen, de Bonne-Chièremolen, de Koeleweimolen en De Nieuwe Papegaai.
- De oude godshuizen.

##### Religieus
- Het Begijnhof Ten Wijngaerde, met het Monasterium De Wijngaard.
- De Heilig Bloedbasiliek, de voormalige Sint-Donaasproosdij en – onder het Crowne Plaza Burghotel – de fundamenten van de Sint-Donaaskathedraal (waar Karel de Goede werd vermoord) op de Burg.
- De Onze-Lieve-Vrouwekerk (115,6 meter hoge bakstenen toren) met hierin de praalgraven van Karel de Stoute en zijn dochter Maria van Bourgondië.
- De Sint-Salvatorskathedraal, gesticht in de 9e eeuw.
- De Jeruzalemkerk, met onder andere het mausoleum voor Anselmus Adornes en zijn vrouw, Margaretha van der Banck.
- De Sint-Walburgakerk (barokkerk), oorspronkelijk de kerk van een jezuïetenklooster, nu van de Sint-Walburgaparochie.
- Het Engels Klooster.
- Andere kerken of kapellen, zoals de Sint-Annakerk, de Sint-Gilliskerk, de Sint-Jakobskerk, de Heilige-Magdalenakerk, de Karmelietenkerk, de Onze-Lieve-Vrouw-ter-Potteriekerk, de Onze-Lieve-Vrouw-van-Blindekenskapel, de kerk van de Godelieveabdij en de voormalige Theresianenkerk (tegenwoordig Joseph Ryelandtzaal).

#### Musea

##### Stedelijke musea
Sinds 2019 is de koepel van de stedelijke musea onder de naam Musea Brugge erkend als Culturele Erfgoedinstelling. De vroegere onderverdeling in drie museale groepen (Groeningemuseum, Hospitaalmuseum en Bruggemuseum) is daardoor vervallen. Musea Brugge is de overkoepelende organisatie van de veertien musea van de Stad Brugge. De collecties bevatten beeldende en toegepaste kunst van de 15de tot en met de 21ste eeuw en zijn ondergebracht in beschermde monumenten in de historische binnenstad van Brugge.
- Arentshuis
- Belfort
- Brugse Vrije
- Gezellehuis
- Groeningemuseum
- Gruuthusemuseum
- Onze-Lieve-Vrouwekerk
- Museum Onze-Lieve-Vrouw ter Potterie
- Poortersloge
- Sint-Janshospitaal
- Sint-Janshuismolen
- Stadhuis
- Volkskundemuseum

##### Religieuze gebouwen met museale nevenfunctie
- Engels Klooster
- Heilig Bloedbasiliek
- Hof Bladelin
- Jeruzalemkerk
- Sint-Salvatorskathedraal met schatkamer
- Sint-Trudoabdij Male
- Onze-Lieve-Vrouw-Bezoekingskerk, Lissewege

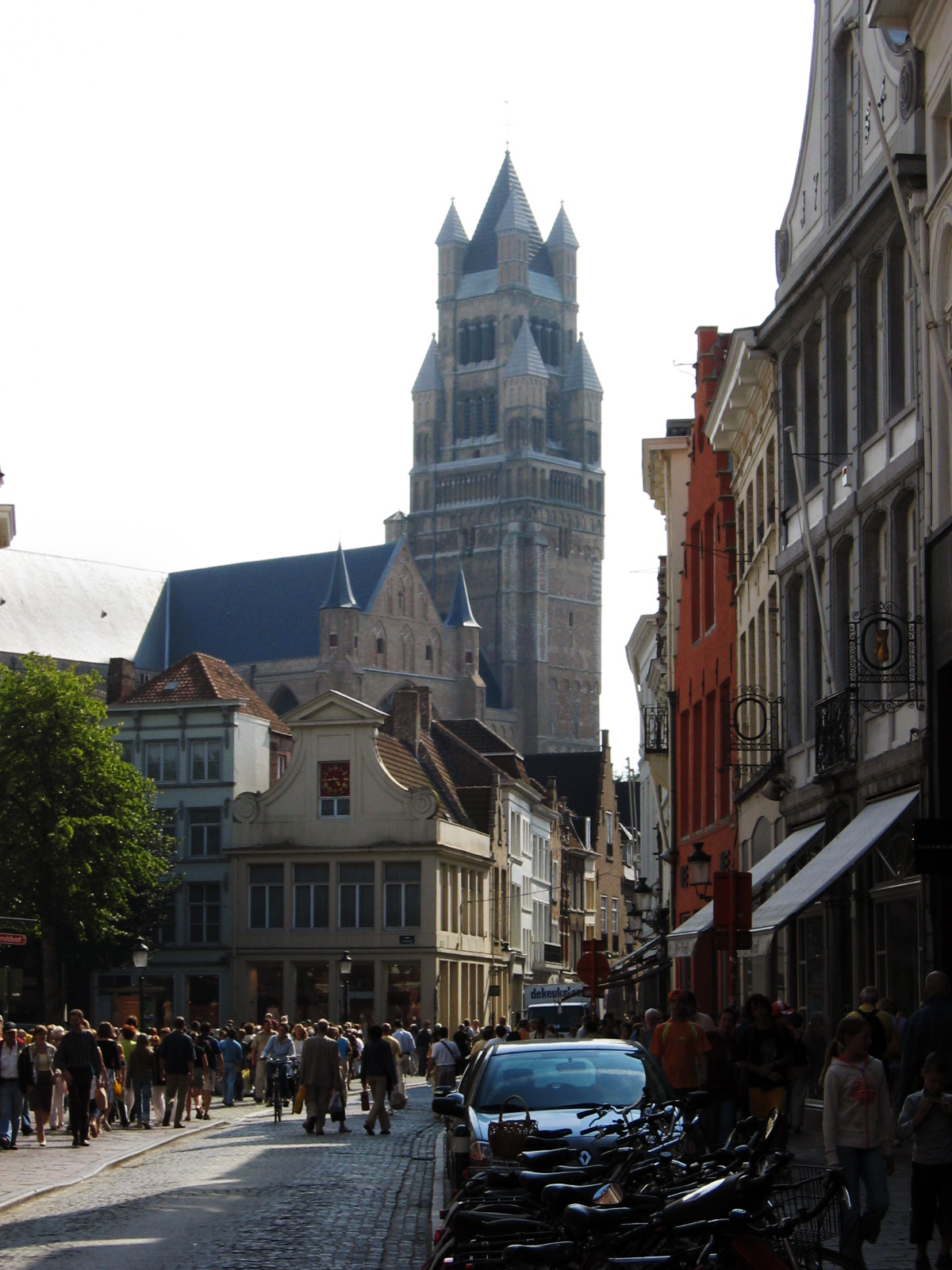
De Sint-Salvatorskathedraal vanuit de Steenstraat.

##### Particuliere musea
- Adornesdomein
- Begijnhuisje
- Brouwerijmuseum
- Brugs Biermuseum
- Choco-Story Brugge (chocolademuseum)
- Diamantmuseum
- Foltermuseum De Oude Steen
- Frietmuseum (in de Saaihalle)
- Historium (belevenismuseum over de middeleeuwse geschiedenis van Brugge)
- Kantcentrum
- Lumina Domestica (lampenmuseum)
- Museum-Gallery Xpo: Salvador Dalí (in de Stadshallen)
- Expo Picasso (in het Oud Sint-Jan)
- Sint-Jorisgilde (schuttersgilde)
- Sint-Sebastiaansgilde (schuttersgilde)
- Volkssterrenwacht Beisbroek
- Schuur van de Abdij Ter Doest, Lissewege
- De Groene Tente (volkskundig museum), Dudzele
- Museum in het maritiem themapark Seafront, Zeebrugge

### Uitgaans- en ontspanningsgelegenheden

#### Gastronomie
Brugge biedt tal van uiteenlopende drank- en eetgelegenheden. De binnenstad telt meer dan 500 horecazaken. De Grote Markt en 't Zand tellen een groot aantal tearooms. Onder de vele restaurants in de stad bevinden zich ook diverse sterrenrestaurants. De Karmeliet, een restaurant dat in 1985 een eerste Michelinster kreeg en 20 jaar aan een stuk 3 sterren had, maar eind 2016 werd stopgezet, was jarenlang een van de toonaangevende namen in België.
't Zand en de omgeving van de Eiermarkt, het Kraanplein en de Kuipersstraat genieten bekendheid als uitgaansbuurten met diverse (dans)cafés en clubs.

##### Streekproducten

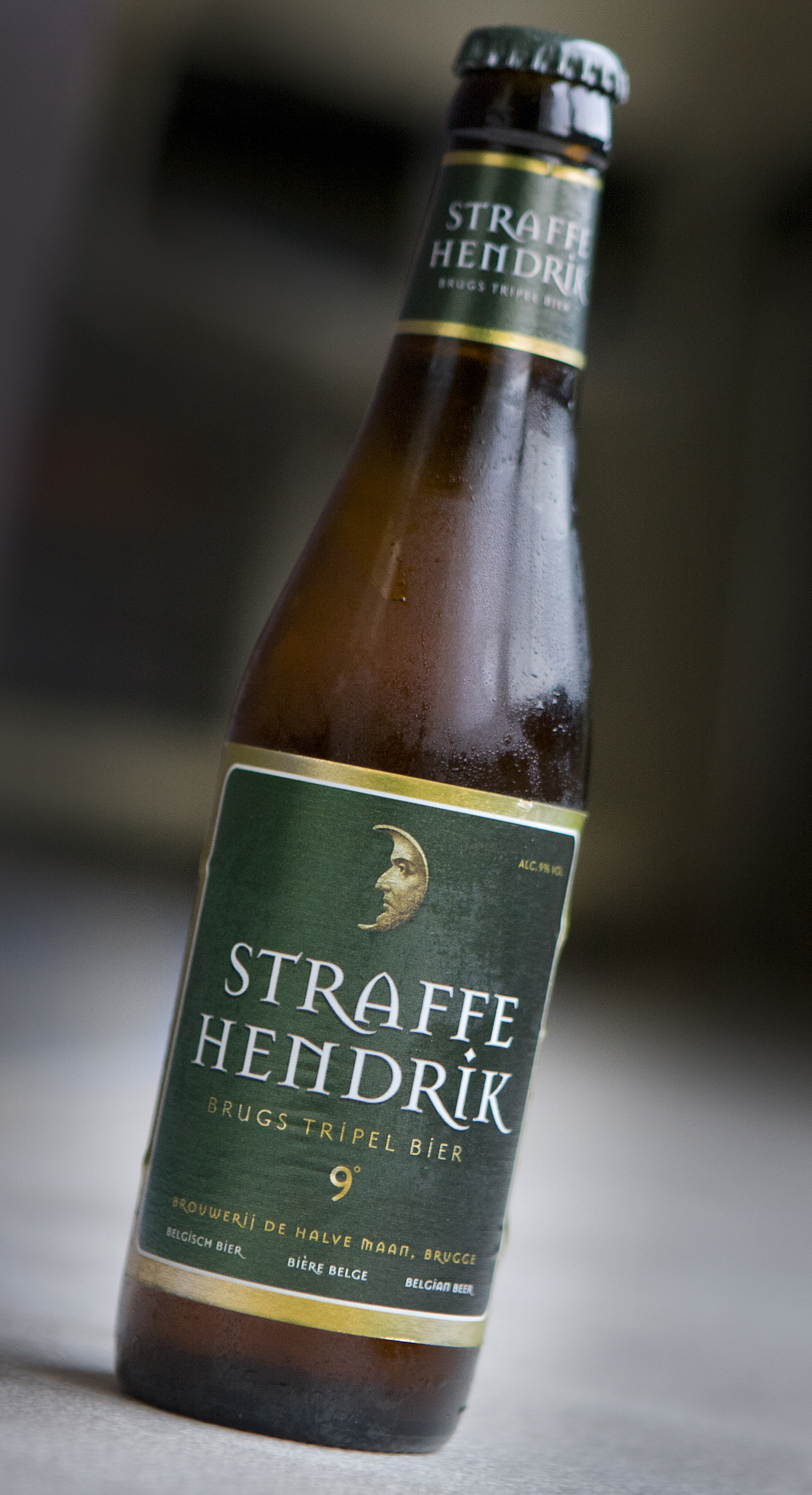
Straffe Hendrik Tripel.

Een groot aantal bieren wordt gebrouwen in of is gerelateerd aan Brugge, waaronder: Basilius, Bourgogne des Flandres (Blond en Bruin), Brugge Tripel, Brugs Tarwebier, Brugse Babbelaar, Brugse Bok, Brugse Zot (Blond en Dubbel), De Garre Tripel, Den IJzeren Arm, De Witte Zwaan, Fort Lapin (diverse varianten), Galbert Van Brugge, Steenbrugge (Blond, Dubbel Bruin, Tripel, Wit en Abdij Bock) en Straffe Hendrik (Tripel, Quadrupel, Heritage en Wild). Er zijn in Brugge verschillende biercafés en -winkels. Echter, van de vele brouwerijen die ooit in Brugge gevestigd waren, blijft vandaag alleen nog De Halve Maan over en zijn er verder nog de in 2012 opgerichte brouwerij Fort Lapin en de in 2015 opgerichte brouwerij Bourgogne des Flandres.
Brugge staat daarnaast bekend als chocoladestad: de stad telt heel wat chocolatiers en een chocolademuseum (Choco-Story). Een specialiteit is het Brugsch Swaentje, de officiële stadspraline. Het precieze recept blijft geheim, maar amandelpraliné, gruut en Brugse kletskoppen spelen een duidelijke hoofdrol.
Ook op gebied van gebak heeft Brugge enkele plaatselijke specialiteiten: Brugs Beertje, Brugse achten, Brugs beschuit, Brugse cigaretjes, Brugse kletskoppen en Brugse mokken.
Tot slot zijn diverse kazen, hoewel niet in Brugge gemaakt, wel naar de stad genoemd: Brugge Abt, Brugge Belegen, Brugge Blomme, Brugge Broodje Apero, Brugge Broodje Classic, Brugge Dentelle, Brugge Goud, Brugge Jong, Brugge Oud, Brugge Pater, Brugge Prestige, Brugge Prior en Brugge Rodenbach. Deze kazen worden geproduceerd in Moorslede met melk uit het Brugse ommeland. Ze worden echter wel in de Brugse Sint-Godelieveabdij te rijpen gelegd.

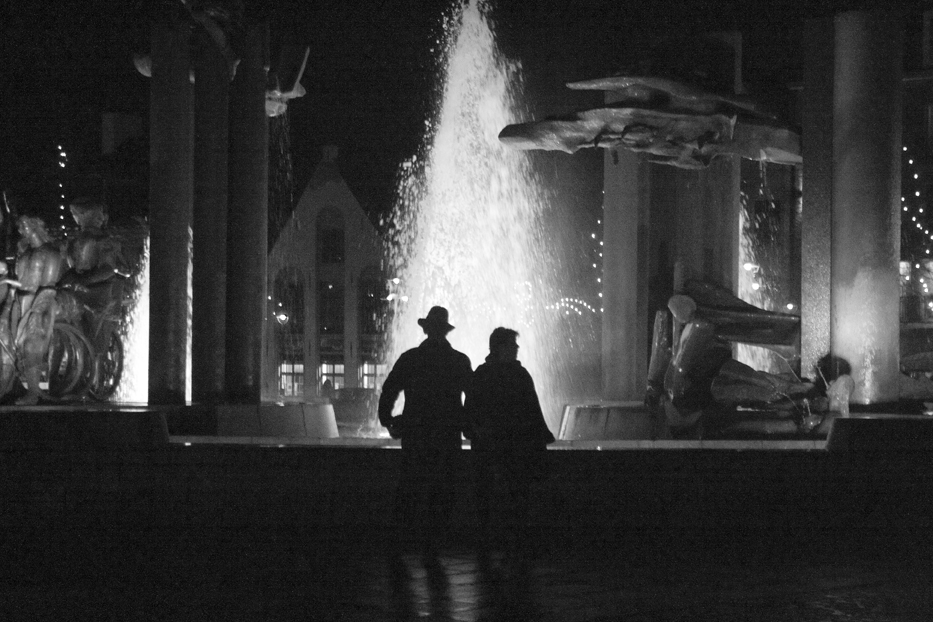
Avondbeeld bij de voormalige fontein op 't Zand.

#### Theaters en concertzalen

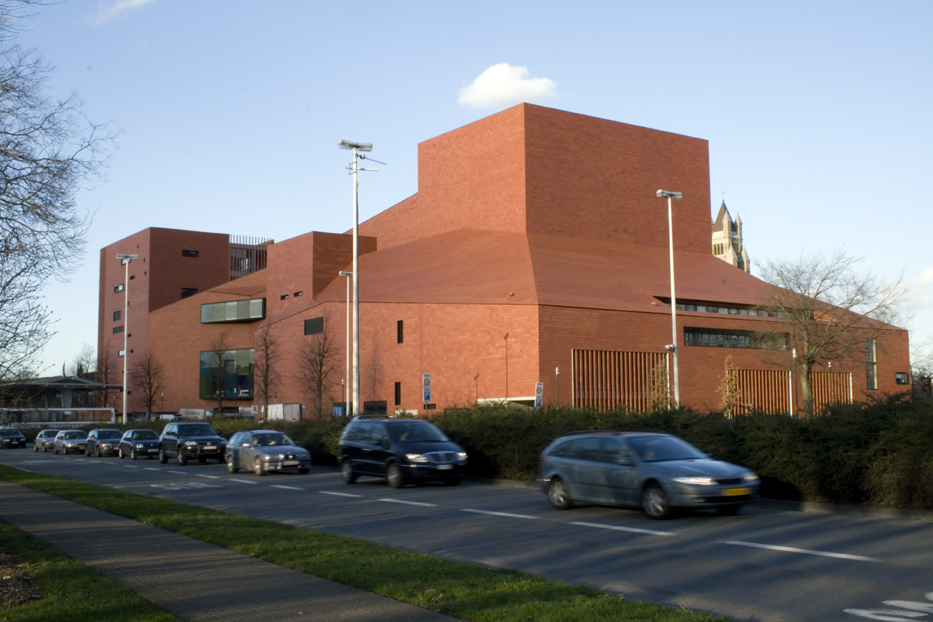
Het Concertgebouw.

De twee belangrijkste theater- en concertzalen in Brugge zijn het Concertgebouw en de Stadsschouwburg.
In het Concertgebouw, een modern cultureel complex gelegen aan 't Zand en gebouwd naar aanleiding van Brugge 2002 - Culturele Hoofdstad van Europa, bevinden zich onder andere een grote concertzaal, die beschikt over zo'n 1.300 zitplaatsen, en een kamermuziekzaal, die plaats biedt aan 320 toeschouwers. Dankzij een bijzondere architecturale ingreep – de hele constructie rust als het ware op immense veren – biedt het gebouw een uitstekende akoestiek.
Ook de Stadsschouwburg, die geldt als een van de best bewaarde stadstheaters in Europa, doet vooral dienst als platform voor nationale en internationale topproducties. De zaal beschikt over zo'n 700 zitplaatsen.
Daarnaast zijn er nog verschillende middelgrote en kleinere concert- en/of theaterzalen. In de theaterzaal van de Biekorf, die beschikt over een in- en uitklapbare tribune met 232 zitplaatsen, vinden concerten en vaak kleinschalige en eerder experimentele producties van zowel theater, muziektheater als dans plaats. De zaal bevindt zich in het Biekorfcomplex, waarin onder andere ook de hoofdstadsbibliotheek gelegen is.
Theaterzaal De Dijk, in Sint-Pieters, is een gepaste locatie voor eerder toegankelijke producties die een groot publiek aanspreken, maar door de aard van de voorstelling toch een kleinere zaal vereisen. De Dijk beschikt over een 250-tal zitplaatsen.
De kleine theater- en concertzaal De Werf, in het Stübbenkwartier, neemt in de Belgische jazzwereld een vooraanstaande plaats in; jaarlijks passeren er vele topnamen de revue. Daarnaast brengt De Werf ieder jaar zowel een tiental eigen theaterproducties als gastvoorstellingen, en is er ruime aandacht voor kindertheater.
Het jongerencentrum Het Entrepot, aan de rand van de binnenhaven, beschikt over een grote en een kleine zaal, die beide regelmatig worden gebruikt voor (rock)concerten. Daarnaast vindt er vaak ook (jong) theater- en danswerk plaats.
De Joseph Ryelandtzaal is een concertzaal die zich in de kerk van het voormalige kloostercomplex van de Theresianen bevindt. Er kunnen zowel klassieke als andere concerten gehouden worden.
In de Magdalenazaal (Ma/Z), in Sint-Andries, worden vaak op jongeren gerichte evenementen, zoals rock- en popconcerten, georganiseerd, met grote optredens naast kleinere clubevenementen, en regelmatig ook theater- en danswerk. De zaal heeft een uitrolbare tribune en voorziet in een 400-tal zitplaatsen en circa 900 staanplaatsen. Voor clubconcerten kan de zaal verkleind worden.

Het Cactus Muziekcentrum beschikt over een eigen concertzaal met een capaciteit tot 700 toeschouwers op het Kanaaleiland, net ten zuiden van de binnenstad.
De Oberbayernzaal is een grote polyvalente hal in het Boudewijn Seapark die af en toe voor concerten of muziekevenementen wordt gebruikt. Ook in de polyvalente zalen van Studio Hall, in Sint-Kruis, worden regelmatig concerten of stand-upcomedyvoorstellingen georganiseerd. Het sport- en cultuurcomplex Daverlo, in Assebroek, beschikt over een toneel- en concertzaal voorzien van een uitschuifbare tribune met 232 plaatsen.
Het Auditorium, een polyvalente theater- en concertzaal in het Sint-Lodewijkscollege, biedt zitplaatsen voor 400 personen. Het Sirkeltheater (180 zitplaatsen) en het Aquariustheater (240 zitplaatsen) zijn theaterzaaltjes in respectievelijk het Sint-Franciscus-Xaveriusinstituut en het Sint-Leocollege.
Verder zijn er nog tal van andere zalen en zaaltjes verspreid over de stad, maar ook kerken worden gebruikt voor bijvoorbeeld klassieke concerten.

#### Bioscopen
Vroeger lagen er in de binnenstad en daarbuiten tal van bioscopen.
De eerste openbare cinemavoorstelling had plaats op 5 september 1896 in De Gouden Arend, in de Vlamingstraat 46, tegenover de Stadsschouwburg. Men sprak toen van Beweegende Photografieën en ze werden gebracht door Le Cinématographe Parisien. Het waren beelden uit Parijs met mensen, koetsen en treinen. De toegangsprijs was 50 centiem. Het waren eenmalige voorstellingen en men kon nog niet spreken van een cinemazaal. De eerste echte cinema in Brugge, cinema Pathé, opende in 1909 zijn deuren op de Grote Markt. Hierna volgden er nog vele andere, zoals de Gilde-Filmuniversiteit (1910), de cinema van de hogere klasse Vieux Bruges/Oud Brugghe (1911), de toenmalige cinema van de liberalen Zwart Huis (1919; vanaf 1984 Gulden Vlies, en vanaf 1995 Liberty), de cinema Coliseum (1919; vanaf 1935 Rio) in de Saaihalle, de cinema Den Yzer (±1920; vanaf 1954 Nova, en vanaf 1965 Forum), de erotische cinema Edison (1921; vanaf 1956 Ritz), de toenmalige cinema van de socialisten Scala (1926; vanaf 1968 Chaplin), de luxueuze cinema Hollywood (1928; vanaf 1929 Crosly Palace, vanaf 1945 Palace, en vanaf 1953 Memling), de Familie Cinema (1932), de toenmalige cinema van de katholieken City (1947; vanaf 1969 Kennedy en Richelieu), de cinema Royal (1954), de cinema Capitole (1957; vanaf 1975 Rembrandt, en vanaf 1989 Van Eyck), de cinema Forum (1955) in Assebroek, de cinema Orly (1959) in Sint-Andries, de cinema Metro (1958) in Sint-Kruis en de buurtcinema Wevo (1952; vanaf 1957 Canada) in Sint-Jozef.
Door de komst van de televisie en later de grote bioscoopcomplexen moesten ook in Brugge veel cinema's noodgedwongen de deuren sluiten.
Nu bevinden zich in de binnenstad nog Cinema Lumière en Cinema Liberty. Lumière is een bioscoop die vooral bekendstaat om zijn eerder alternatieve programmering, met aandacht voor niet-commerciële (lowbudget)films en cultfilms. Voor de commerciële film bevindt zich in Sint-Michiels ook een vestiging van bioscoopketen Kinepolis.
Zowel Lumière, Liberty als Kinepolis zijn vaak gebruikte locaties voor het jaarlijkse filmfestival MOOOV (voorheen Cinema Novo).

#### Festivals en evenementen

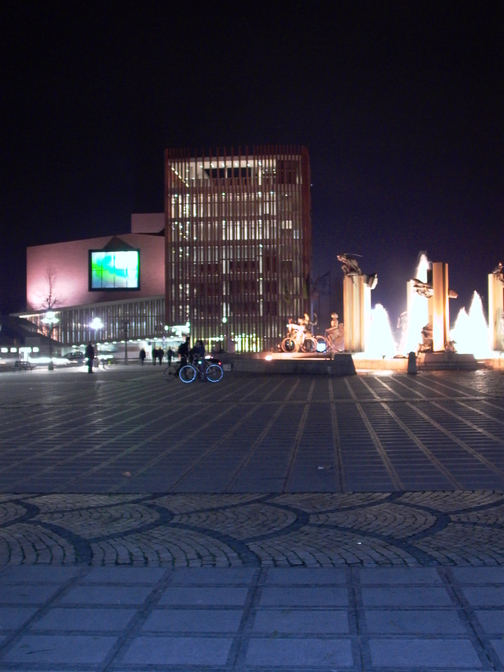
't Zand met het Concertgebouw

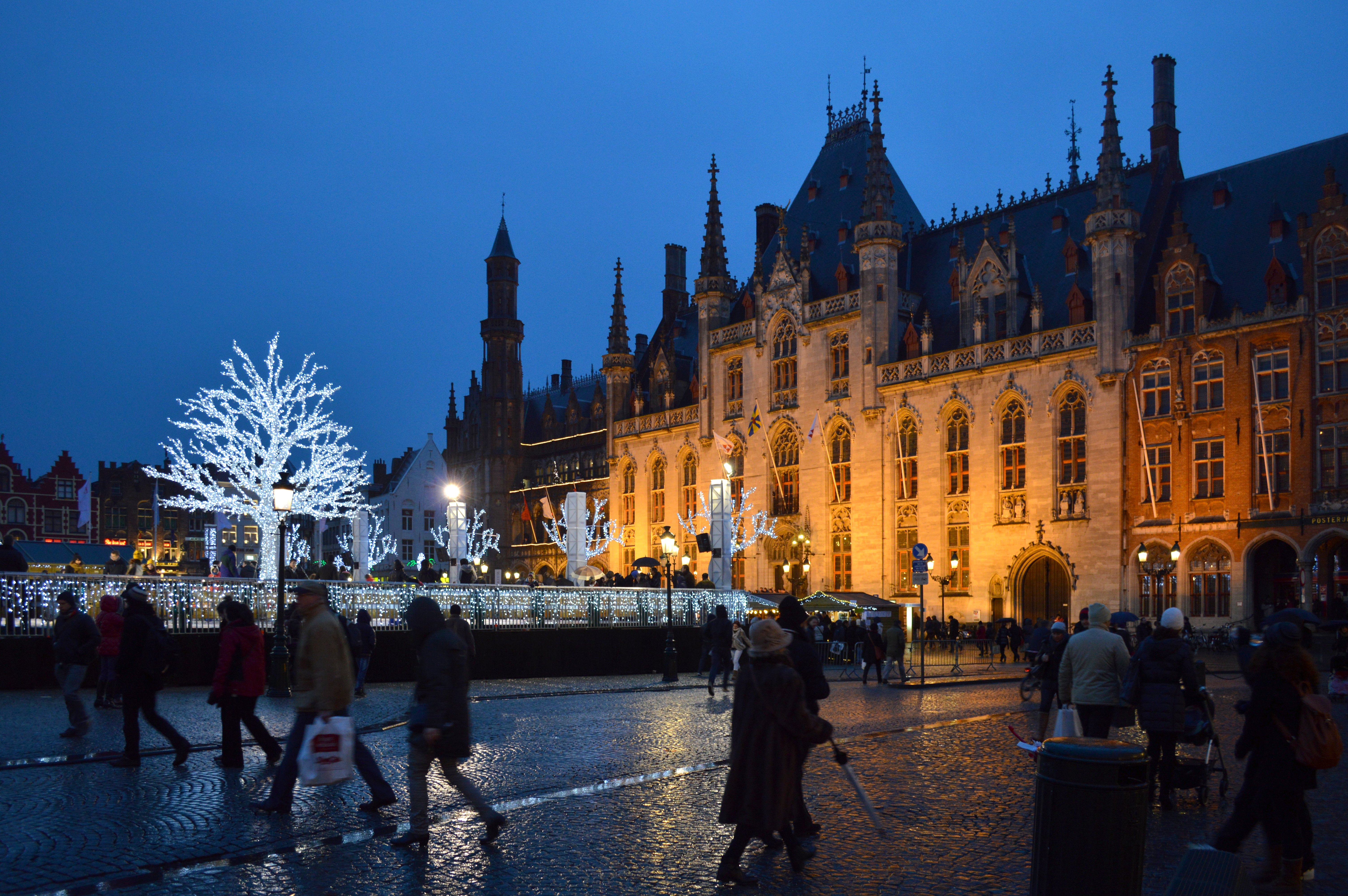
Kerstmarkt op de Grote Markt (2013)

Jaarlijks vinden in Brugge tal van festivals plaats die ieder jaar of om de zoveel jaar terugkeren. Deze zijn van heel uiteenlopende aard, gaande van muziekfestivals tot culturele of culinaire feesten.
Enkele belangrijke en/of frequente muziekfestivals die in Brugge plaatsvinden zijn:
- het tweejaarlijkse accordeonfestival Airbag, gedurende twee à drie weken op verschillende locaties in de stad;
- het vijf dagen durende bluesfestival Blues in Bruges, in diverse kroegen in de binnenstad;
- het Afro-Caribisch Bomboclat Festival, gedurende twee dagen op het strand van Zeebrugge;
- het driedaagse festival Brugge Tripel Dagen op de Grote Markt;
- het driedaagse Cactusfestival in het Minnewaterpark;
- het festival van harmonieën en fanfares Hafabrugge op de Grote Markt;
- de Internationale Fedekam Taptoe, iedere eerste zaterdag van juli op de Burg;
- het tweejaarlijkse vierdaagse jazzfestival Jazz Brugge, in verschillende zalen in de binnenstad;
- het driejaarlijkse Koorfestival, op verschillende locaties in de binnenstad;
- het tiendaagse festival voor oude muziek MAfestival (het Brugse luik van het Festival van Vlaanderen) en het daaraan gekoppelde internationaal concours voor klavecimbel, pianoforte en oude strijk- en blaasinstrumenten.
- het jaarlijkse atmosferische hedendaagse-muziekfestival More Music!, gedurende vier dagen in het Concertgebouw en de Magdalenazaal;
- het één dag durende jazzfestival September Jazz;
- het elektronische-muziekfestival WeCanDance, gedurende twee dagen op het strand van Zeebrugge.

Voorts zijn er nog tal van kleine rockfestivals, met als bekendste BurgRock (op de Burg), Comma Rocks (Jeugdhuis Comma), Red Rock Rally (in het Koningin Astridpark) en Wacko (op de Burg). Tot 2007 had in Dudzele jaarlijks het festival Dudstock plaats.
Enkele festivals en evenementen van culturele of culinaire aard zijn:
- het BAB-bierfestival, gedurende twee dagen in de hallen van het belfort en op de Grote Markt;
- de Brugse Kantdagen, gedurende twee dagen in en rond het Begijnhofkwartier;
- het elfdaagse filmfestival MOOOV (voorheen Cinema Novo);
- het circusfestival Cirque Plus, gedurende drie dagen in de binnentuin van het Grootseminarie;
- het Europees Jeugdfilmfestival Vlaanderen, gedurende een week in Cinema Lumière;
- het ijssculpturenfestival Ice Magic, rond de eindejaarsperiode gedurende anderhalve maand op het Stationsplein;
- het gastronomisch foodfestival Kookeet rond eind september op het stationsplein kant Sint-Michiels;
- het één dag durende folkloristische Midwinterfeest in en rond het Museum voor Volkskunde;
- het zes dagen durende Razor Reel Flanders Film Festival, festival voor films binnen het fantastische genre;
- de Reiefeesten, een zesdaags zomerfestival langs de reien;
- de Triënnale Brugge, een driejaarlijks kunst- en architectuurfestival.

Enkele muzikaal-culturele festivals zijn: de Coupurefeesten, gedurende één dag langs de Coupure; het dansfestival December Dance, gedurende twaalf dagen in verschillende zalen in de stad; het mondiaal eendagsfestival Feest in 't Park in het Minnewaterpark; het ongeveer twee weken durende stadsfestival Moods! (voorheen Klinkers), met als afsluiter Benenwerk - Ballroom Brugeoise; de Sint-Michielse Feeste, elke eerste zondag van september in Sint-Michiels; het zomerfestival Vama Veche, gedurende acht dagen in het Koningin Astridpark.

#### Kermissen
Jaarlijks staan in Brugge verschillende kermissen, zo'n 23 in totaal. Enkele voorbeelden zijn de Krokuskermis op het Simon Stevinplein, de Halfvastenkermis, de Paaskermis, de Winterfoor en de Verloren Hoekkermis, allemaal in de binnenstad, de Lentekermis in Sint-Kruis en de Oktoberkermis in Sint-Andries. Verder zijn er nog verscheidene andere kermissen in de stadsrand, alsook diverse (dorps)kermissen in Dudzele, Lissewege, Zwankendamme en Zeebrugge.
De grootste kermis in Brugge is de Meifoor. Ze palmt elk jaar rond mei gedurende ongeveer een maand heel 't Zand, een deel van het Koning Albertpark, de Hauwerstraat, het Beursplein en een deel van het Simon Stevinplein in, en telt een negentigtal attracties. De Meifoor ontstond in het jaar 1200, toen de eerste jaarmarkt werd gehouden. Een recentere traditie is dat de Meifoor start met een verklede kinderstoet.

#### Parken en domeinen

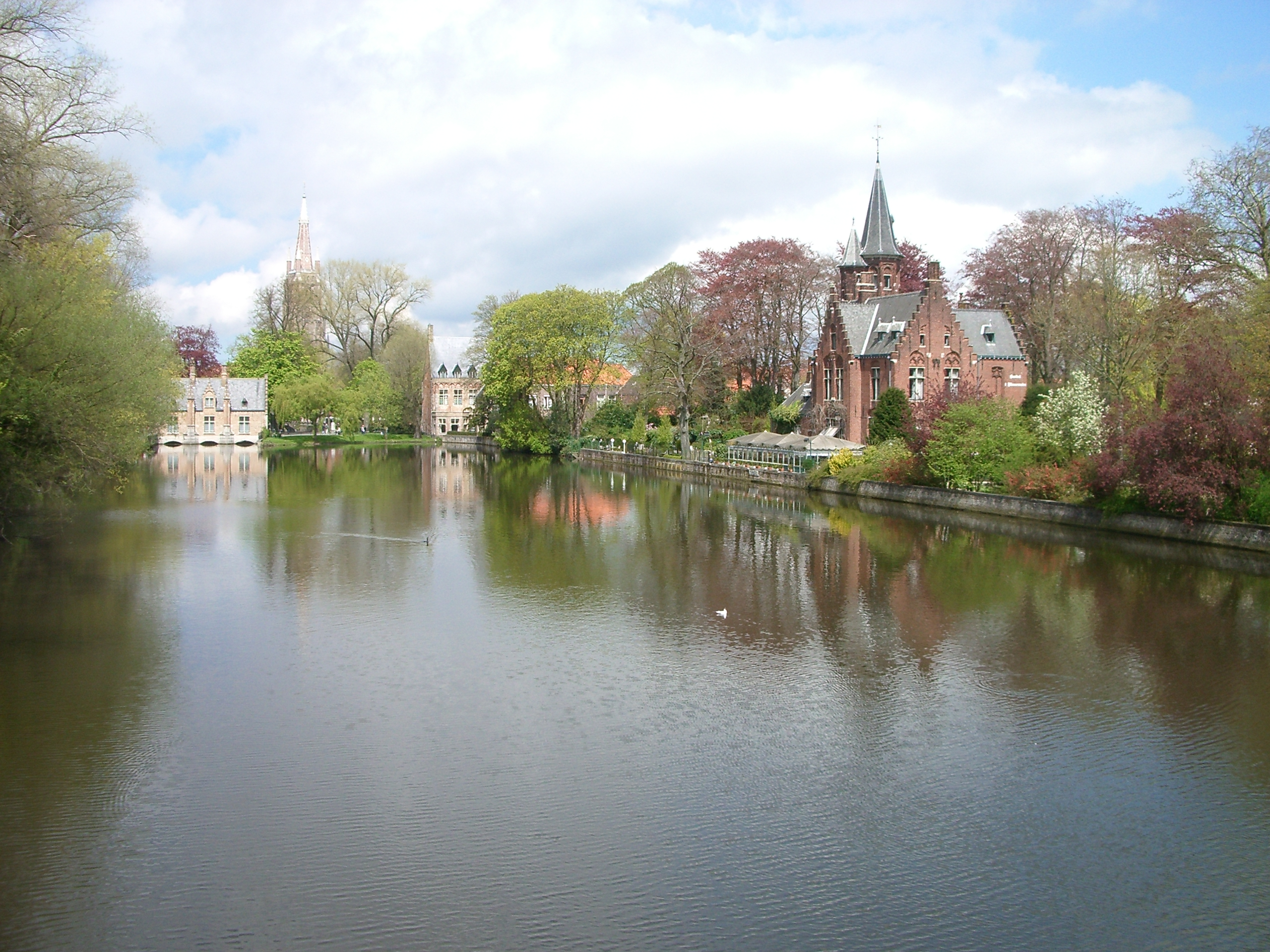
Het Minnewater naast het Minnewaterpark.

In de binnenstad en Kristus-Koning bevinden zich volgende stadsparken:
- Arentshof
- Baron Ruzettepark
- Graaf Visartpark
- Hof De Jonghe en Hof Campers
- Koning Albertpark
- Koningin Astridpark (in de volksmond: "Botanieken 'of", Brugs voor Botanische tuin)
- Minnewaterpark
- Pastoor Van Haeckeplantsoen
- Poertorenpark
- Sincfalpark
- Sint-Janshospitaalpark
- Sebrechtspark
- Park Ter Potterie
- De Vesten

In en aan de rand van de deelgemeenten rond de binnenstad liggen nog volgende parken en parkbossen:
| - Beisbroek, met volkssterrenwacht (Sint-Andries) - Bergjesbos (Assebroek) - Bloemenoord (Sint-Michiels) - Chartreuzinnenbos (Sint-Michiels) - Coppietersbos (Sint-Andries) - Park De Rode Poort (Sint-Michiels) - Duivenkeetbos (Sint-Pieters) - Edgard De Smedtplantsoen (Sint-Andries) - Fort van Beieren (Koolkerke) - Frederik Sanderpark (Sint-Andries) - Galgenbos (Sint-Andries) - Gemene Weidebeek (Assebroek) - Gulden Kamer (Sint-Kruis) - Koude Keuken (Sint-Andries) - Lappersfort (Sint-Michiels) |  | - Leyselehof (Sint-Michiels) - Leyselepark (Sint-Michiels) - Ooievaarsbos (Sint-Pieters) - Paalbos (Sint-Kruis) - Park Ten Poele (Sint-Pieters) - Rustenburgpark (Sint-Pieters) - Ryckevelde (Assebroek en Sint-Kruis) - Sint-Donaaspark (Zeebrugge) - 't Speelhof (Sint-Michiels) - Ten Berge (Sint-Jozef) - Tillegembos (Sint-Michiels) - Tudor (Sint-Andries) - Bosje Van Zuylen (Sint-Kruis) - Veltembos en -park (Sint-Kruis) - Waggelwaterbos (Sint-Andries) |

##### Boudewijn Seapark
Het Boudewijn Seapark is een attractiepark even buiten het stadscentrum. Het herbergt een van Europa's grootste dolfinaria voor dolfijnen en zeeleeuwen.

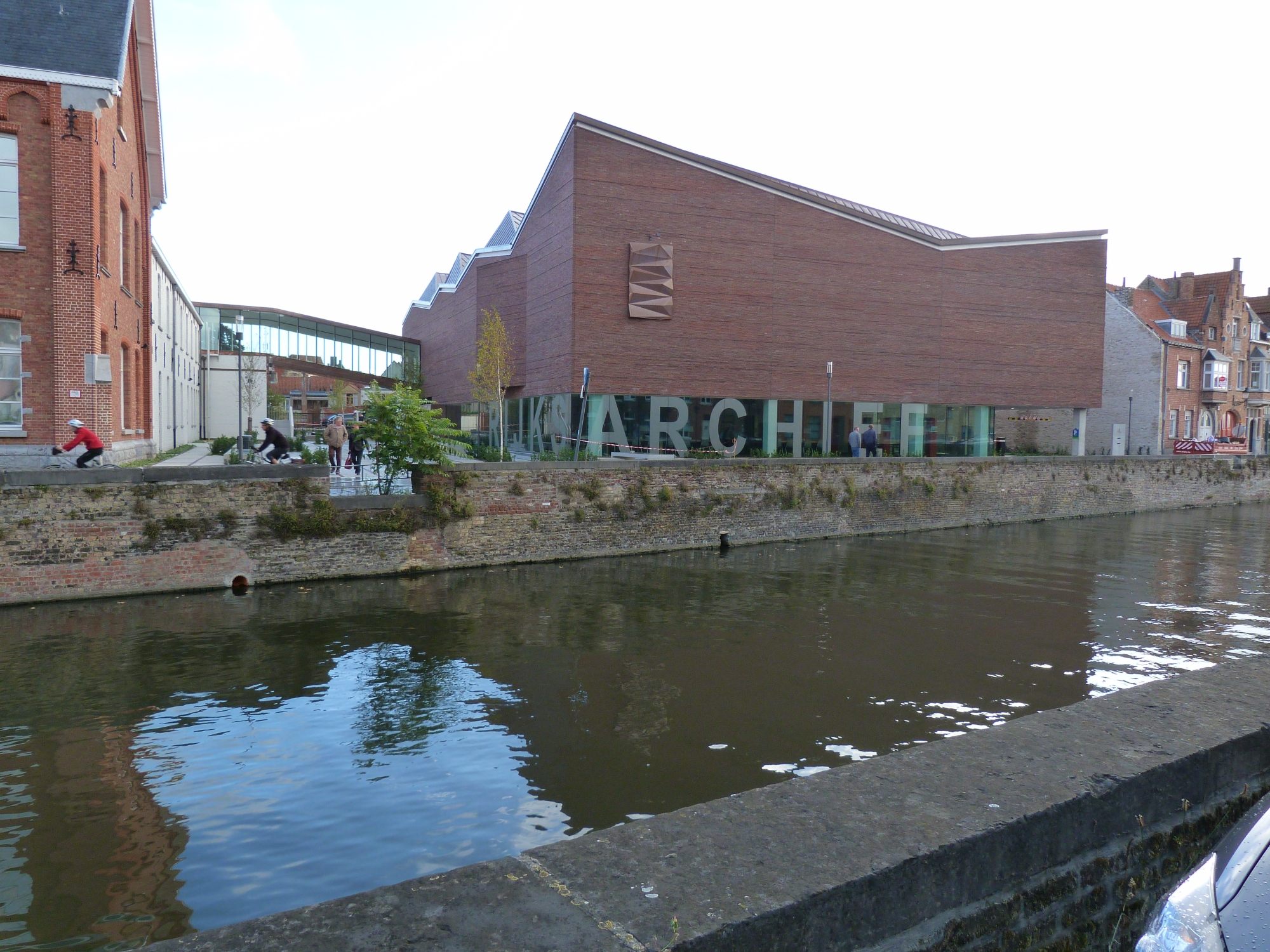
Het Rijksarchief aan de Predikherenrei (Coupure).

### Dialect
In Brugge wordt een typische variant van het West-Vlaams algemeen als omgangstaal gebruikt. Het "echte" Brugse stadsdialect onderscheidt zich duidelijk van andere West-Vlaamse dialectvarianten.

### Media
In de negentiende eeuw werden in Brugge meer dan een half dozijn week- en dagbladen gepubliceerd, zowel in het Frans als in het Nederlands (zie ook Kranten in Brugge en Franstalige kranten in Brugge). De ene na de andere verdween, tot alleen nog het Brugsch Handelsblad overbleef. Het werd een lokale editie van de Krant van West-Vlaanderen. Daarnaast zijn er Vlaamse dagbladen, zoals Het Nieuwsblad of Het Laatste Nieuws, met een regionaal katern voor Brugge (en de Oostkust).
Vanuit Brugge opereert de nationale radio-omroep BNL (voorheen VBRO), met de focus op Belgische en Nederlandstalige muziek. Daarnaast kent Brugge ook nog enkele lokale radio-omroepen: Radio Brugs Ommeland (102.7 MHz), Elisa FM (105.3 MHz), Villa Bota (106.4 MHz) en Star FM (107.7 MHz).
De regionale televisiezender voor de ruime Brugse regio is Focus.

## Economie

### Tewerkstelling
Brugge is economisch een belangrijk centrum. De stad telt na Antwerpen, Gent en Leuven het hoogste aantal arbeidsplaatsen in Vlaanderen: meer dan 75.000 in 2016.
De werkgelegenheidsgraad (het aantal arbeidsplaatsen per 100 inwoners op arbeidsleeftijd) in Brugge bedroeg dat jaar 109,9%. Het aantal uitgaande pendelaars uit Brugge is dan ook relatief laag: 35-40% van de werkende bevolking verlaat de stad voor het werk (37,3% in 2011). Dit aandeel ligt bij de laagste in België. De overige 60-65% woont én werkt dus in de stad (62,7% in 2011). Van het totale aantal werknemers met een job in Brugge, komt circa 60% uit een andere gemeente (58% in 2007).
Van de Brugse bevolking op beroepsactieve leeftijd (20-64 jaar) werkte 74,1% in 2016.
Op 1 januari 2015 had Brugge een werkloosheidsgraad van 6,7%, of 4.596 personen op beroepsactieve leeftijd. Dit is een status quo tegenover 2002. Hiermee scoort Brugge iets beter dan het Vlaamse gemiddelde.
Het gemiddelde jaarinkomen per inwoner van Brugge bedroeg 19.912 euro in 2016.
De tertiaire en quartaire sector zijn de belangrijkste in Brugge, met elk meer dan 30.000 arbeidsplaatsen (resp. 32.053 en 32.375 in 2010), gevolgd door de secundaire sector (8.577 jobs in 2010). De primaire sector biedt slechts circa 450 arbeidsplaatsen (2010).

Concreet zijn de belangrijkste tewerkstellingssectoren in Brugge metaal & mechatronica, zorg, transport, distributie & logistiek, voeding, en de print-, multimedia- en creatieve sector.
In tegenstelling tot wat vaak wordt aangenomen, is de tewerkstelling in de binnenstad slechts in beperkte mate rechtstreeks gelinkt aan toerisme, maar hoofdzakelijk aan de klassieke sectoren zoals onderwijs, gezondheidszorg, dienstverlening en groot- en kleinhandel.
In 2016 telde Brugge op 1 januari 10.720 btw-plichtige ondernemingen.

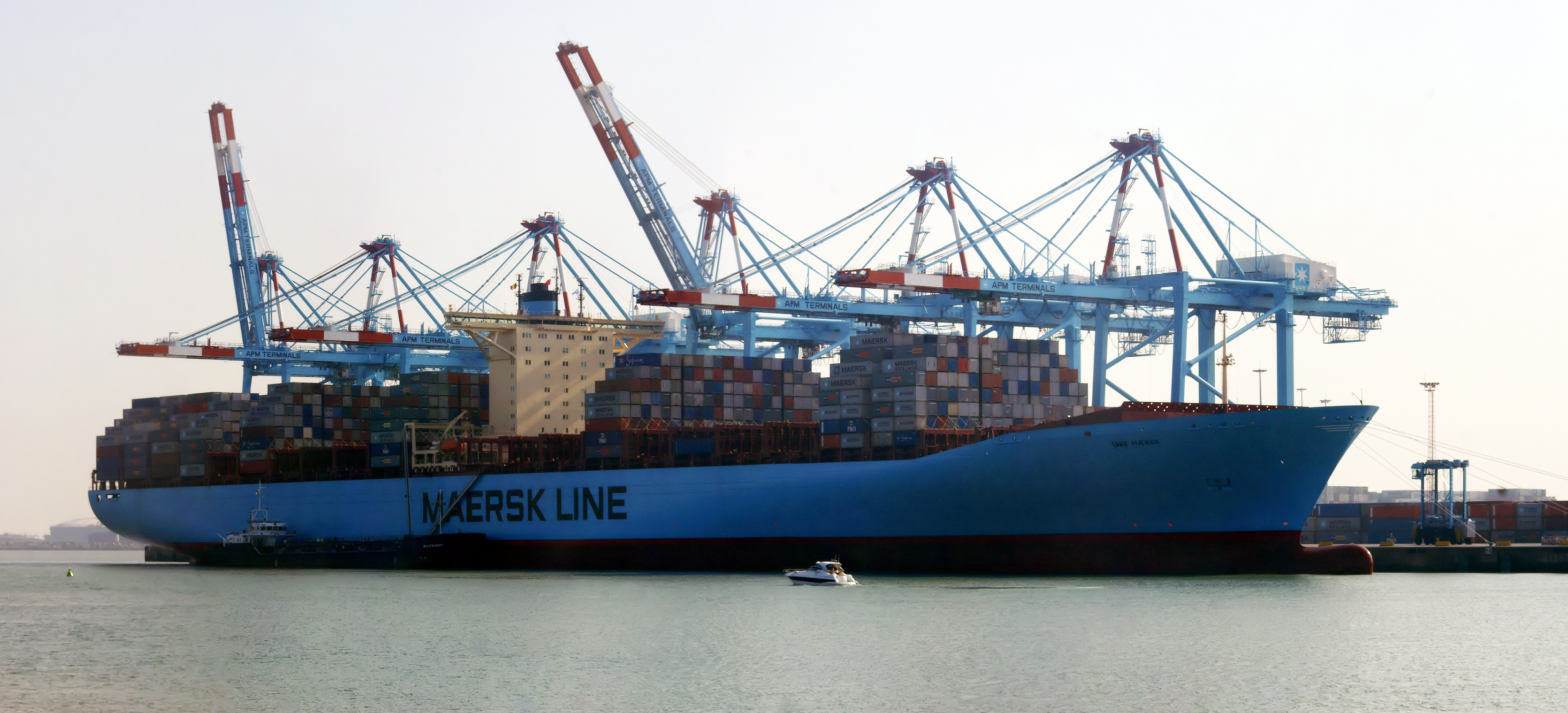
De Elly Mærsk, een van de grootste containerschepen ter wereld, in het Albert II-dok in de voorhaven.

### Haven
Zeebrugge, de zeehaven van Brugge, is een moderne haven en een belangrijke speler in Europa, vooral op vlak van nieuwe wagens, waarvoor het de belangrijkste haven ter wereld is, roroverkeer en aardgas.
De haven in zijn geheel is de grootste werkverlener van Brugge. Hoewel vaak wordt aangenomen dat het toerisme een van de belangrijkste werkverschaffers van de stad is, zorgt de toeristisch-recreatieve sector voor slechts ongeveer 6.000 van de in totaal circa 75.000 jobs in Brugge. Daartegenover brengt de haven ruim 20.000 directe en indirecte jobs met zich mee (vte).
De haven, die anno 2020 een oppervlakte van ca. 3400 ha beslaat en zo'n 320 bedrijven telt, bestaat uit drie delen: de voorhaven en achterhaven bij Zeebrugge, en de kanaalzone met binnenhaven die helemaal tot aan de noordrand van de Brugse binnenstad loopt. De kanaalzone omhelst tevens de bedrijvenzone Herdersbrug (met onder meer de STEG-centrale Electrabel).

### Overige bedrijven- en industriezones
Naast de haven zijn er nog verschillende andere handels- en industriezones; zo zijn er (met tussen haakjes de eventuele aanwezigheid van een groot bedrijf uit de Brugse regio): Blauwe Toren (met onder meer Marine Harvest Pieters), De Spie, Ter Panne, Steenkaai (met Structo Beton), Ten Briele (met onder meer Bombardier Transportation (La Brugeoise et Nivelles) en Dana Incorporated), Vogelzang en Waggelwater.
Op de Chartreusesite en nabij de Kinepolis-site, in het zuiden van de stad, is een Headquarterszone gepland. Deze zone zou zich richten op het samenbrengen van diensten van grotere, dikwijls internationaal gerichte ondernemingen, organisaties en instellingen. De diensten zouden betrekking hebben op centrale leiding zoals strategische planning en coördinatie, ondersteunende diensten, opleiding, research en development, innovatie en kenniscentra, financiële operaties, marketing en verkoop, telecommunicatie en dergelijke meer.

### Detailhandel

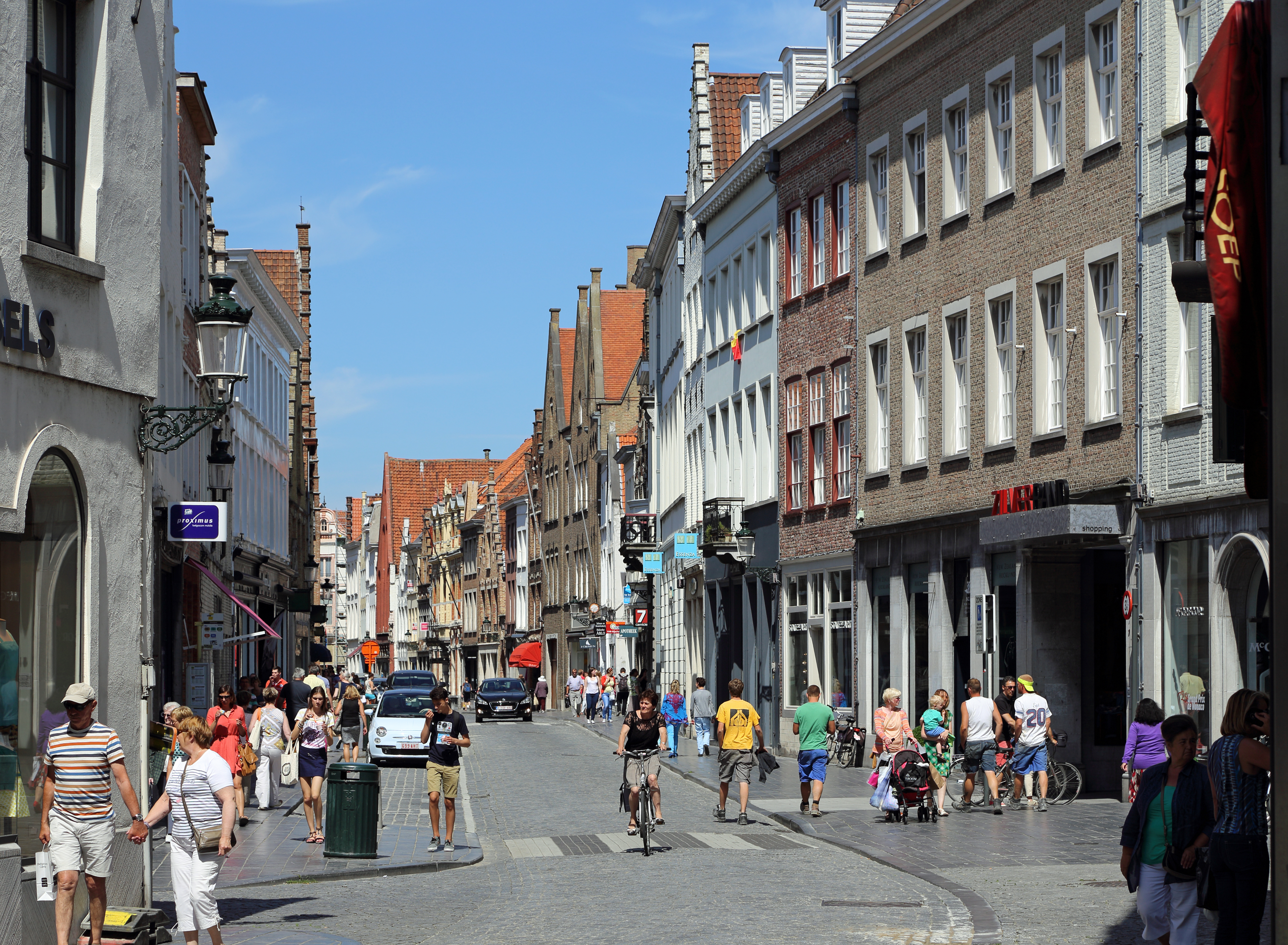
De Noordzandstraat, met rechts de ingang van het Zilverpand.

De belangrijkste winkelstraten in de binnenstad zijn deze twee die 't Zand met de Grote Markt verbinden; ze lopen parallel. Komende van 't Zand heet de noordelijke over ca. twee derde van de lengte Noordzandstraat, en verder Geldmuntstraat. De zuidelijke heet over ca. één derde van de lengte - tot aan de Sint-Salvatorskathedraal - Zuidzandstraat, en verder Steenstraat. Tussen deze twee assen in ligt ter hoogte van de kathedraal het winkelcentrum Zilverpand. Beide assen worden voornamelijk gedomineerd door filialen van winkelketens.

Andere winkelstraten in het centrum zijn de Academiestraat, de Braambergstraat/Predikherenstraat, de Ezelstraat/Sint-Jakobsstraat, de Gentpoortstraat, de Grote Markt, de Katelijnestraat/Mariastraat, het Genthof, de Langestraat/Hoogstraat, de Philipstockstraat, het Simon Stevinplein, de Sint-Amandsstraat, de Smedenstraat, 't Zand, de Vlamingstraat en de Wollestraat/Eekhoutstraat. Aan de Burg is er nog de winkelgalerij Ter Steeghere.
Buiten de binnenstad vormen de Maalse Steenweg in Sint-Kruis, de as Sint-Pieterskaai–Fort Lapin in Sint-Pieters, de winkelcentra Hoge Express in Sint-Andries, Expresspark in Sint-Michiels en V-Market in Sint-Pieters, het Winkelcentrum Sint-Kruis, en het bedrijventerrein Blauwe Toren, inclusief het winkelcentrum B-Park, belangrijke winkelzones, dan wel met een beperkter funshopping-karakter.

#### Markten
- De zaterdagmarkt wordt elke zaterdagvoormiddag gehouden op 't Zand. Op de zaterdagmarkt wordt voornamelijk nieuwe koopwaar aangeboden.
- De twee zondagsmarkten vinden elke zondagvoormiddag plaats, enerzijds op de terreinen van de veemarkt in Sint-Michiels en anderzijds aan de Boogschutterslaan in Sint-Kruis. Op de zondagmarkten wordt nieuwe koopwaar aangeboden.
- De woensdagmarkt staat elke woensdagvoormiddag op de Grote Markt, en soms op de Burg. Op deze markt is er enkel verkoop van voeding, groenten en fruit, bloemen en planten.
- De vismarkt vindt iedere voormiddag behalve zondag, maandag en dinsdag plaats onder de overdekte gaanderijen van de Vismarkt. Op deze markt worden verse, bewerkte en bereide vis, schaal- en schelpdieren verhandeld.
- De maandagmarkt wordt elke maandagvoormiddag gehouden op het plein 'Onder de Toren' in Lissewege. Op de maandagmarkt wordt nieuwe koopwaar aangeboden.
- De vrijdagmarkt staat elke vrijdagvoormiddag op het Marktplein in Zeebrugge. Op de vrijdagmarkt wordt nieuwe koopwaar aangeboden.
- De folkloremarkt wordt - uitgenomen in de winter - gehouden onder de bomen langs de Dijver en onder de overdekte gaanderijen van de Vismarkt; dit elke zaterdag, zondag, feestdag en brugdag en elke vrijdag tijdens de maanden juni, juli, augustus en september. Op deze markt is enkel de verkoop van tweedehands koopwaar van minstens vijftig jaar oud of van zelfvervaardigde afgewerkte producten van een folkloristisch of kunstberoep toegestaan.
- De artiestenmarkt vindt - behalve tijdens de winter - dagelijks plaats onder de overdekte gaanderijen van de Vismarkt. Deze markt is er voor de verkoop van eigen gemaakte artistieke of ambachtelijke producten.

## Verkeer en vervoer

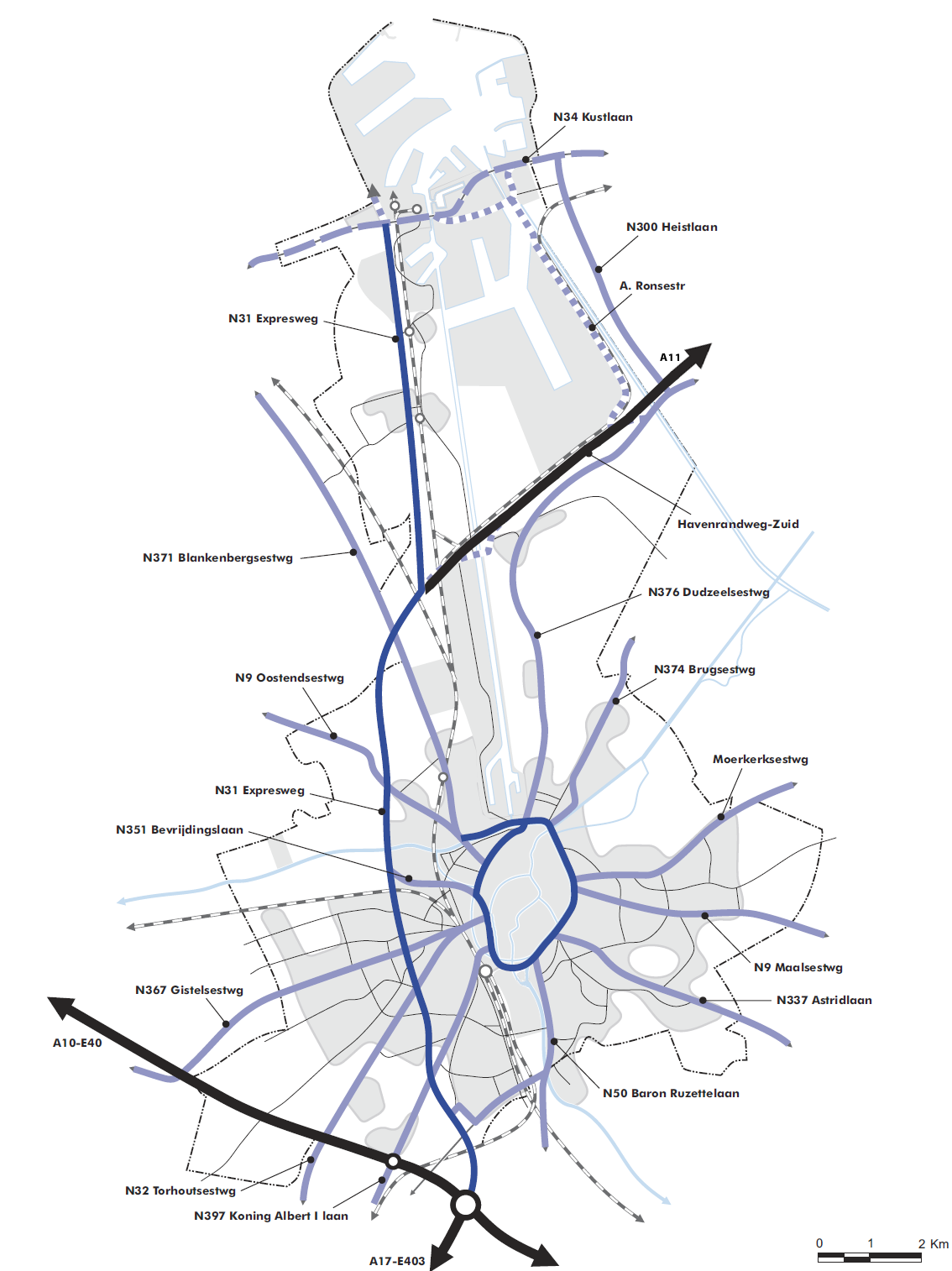
Hoofdwegen en spoorwegen in Brugge.

### Wegen en snelwegen
Langs de zuidrand van Brugge loopt de A10/E40, die de kust met Gent, de hoofdstad Brussel en het binnenland verbindt. Net ten westen van Brugge, in Jabbeke, is er aansluiting met de A18/E40, vanaf waar de E40 de A18 volgt, parallel met de kust naar Frankrijk, en niet meer de A10, die doorloopt naar Oostende. Vanuit Brugge loopt zuidwaarts de A17/E403 door de provincie naar Kortrijk en Doornik. Aansluitend op de A17 in Brugge loopt noordwaarts de expresweg N31 verder naar Zeebrugge en de zeehaven; deze weg fungeert tevens als westelijke grote ring van de stad. Naast de N31 geldt ook de N49/E34, ten noordoosten van de stad, als belangrijke ontsluitingsweg voor de haven. De A11, die langsheen de achterhaven loopt, verbindt de N31 in het noorden van de stad met de N49 bij Westkapelle.

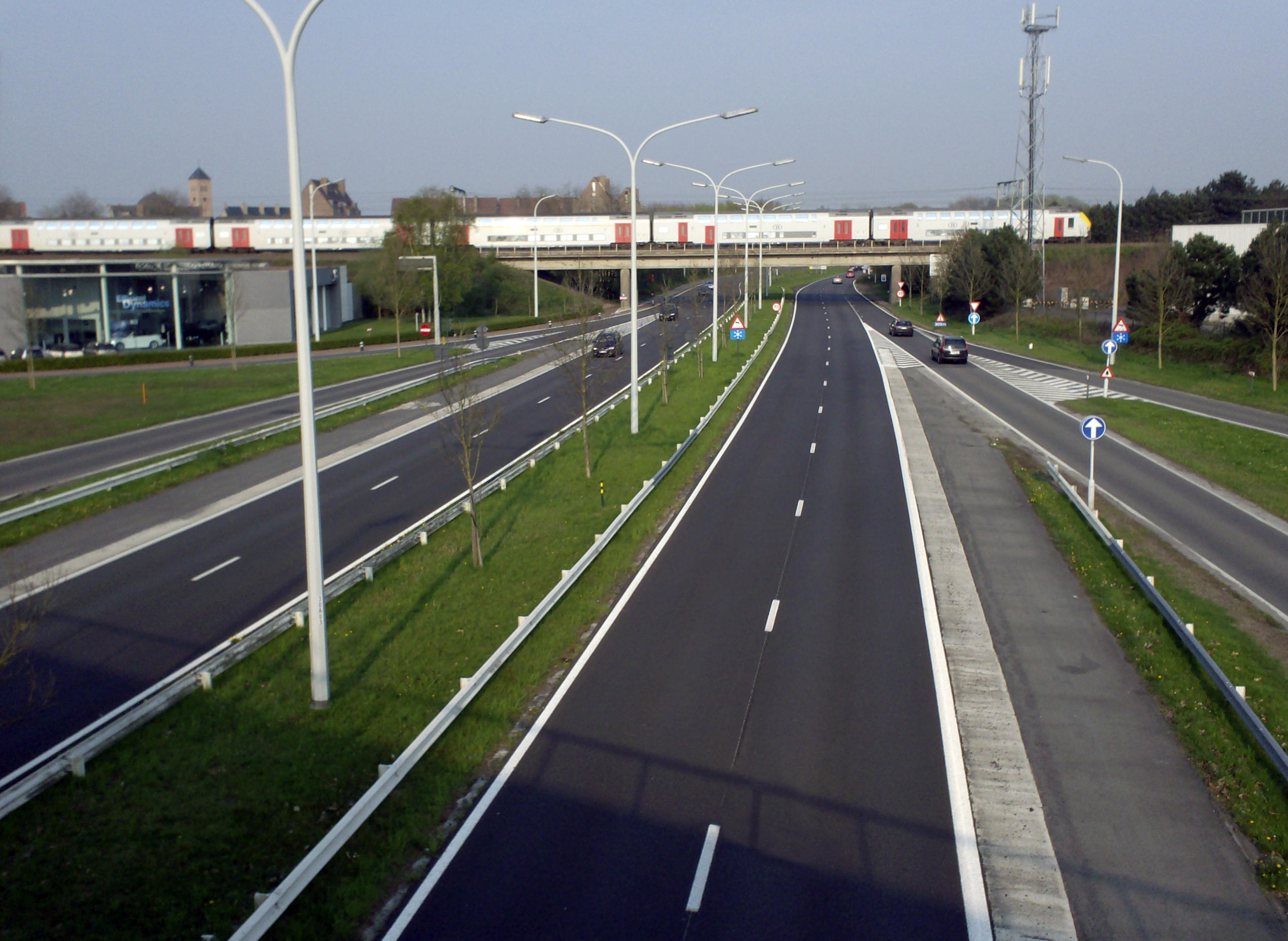
De autoweg N351 (Bevrijdingslaan) door het industrieterrein Waggelwater, met op de achtergrond spoorlijn 51.

Verschillende gewestwegen doen ook de stad aan. De belangrijkste zijn de N9, die Brussel via Gent en Brugge met Oostende verbindt, en de twee wegen die ongeveer parallel aan de snelweg A17 naar het zuiden van de provincie lopen, namelijk de N50 naar Kortrijk, en de steenweg Brugge-Torhout-Roeselare-Menen (N32).
Rond het centrum van Brugge loopt de stadsring R30.

### Spoorwegen
Brugge heeft een hoofdstation, Station Brugge, gelegen aan de zuidwestelijke rand van de binnenstad, en vier (onbemande) haltestations: Brugge-Sint-Pieters, Lissewege, Zeebrugge-Dorp en Zeebrugge-Strand. Twee nieuwe haltestations zijn nog gepland: in het noorden van de stad, bij Blauwe Toren, en het zuiden, op de Chartreusesite.
Vanuit Brugge is er een spoorlijn westwaarts naar Oostende (lijn 50A), noordwestwaarts naar Blankenberge (lijn 51), noordwaarts naar Zeebrugge (lijn 51A), noordoostwaarts naar Knokke-Heist (lijn 51B), zuidoostwaarts naar Gent en Brussel (lijn 50A), en zuidwaarts naar Kortrijk (lijn 66).
Minstens één IC-trein per uur verbindt Brugge (hoofdstation) rechtstreeks met andere belangrijke steden in België, zoals Brussel, Gent, Antwerpen, Luik, Kortrijk of Hasselt. Daarnaast zijn er verschillende lokale treinen en piekuurtreinen.
In het kader van het Neptunusplan van De Lijn zijn er ontwerpen voor een lightrailverbinding tussen Zeebrugge en Brugge (met een eventuele doortrekking tot in Torhout) en tussen Brugge en Oostende.

### Waterwegen

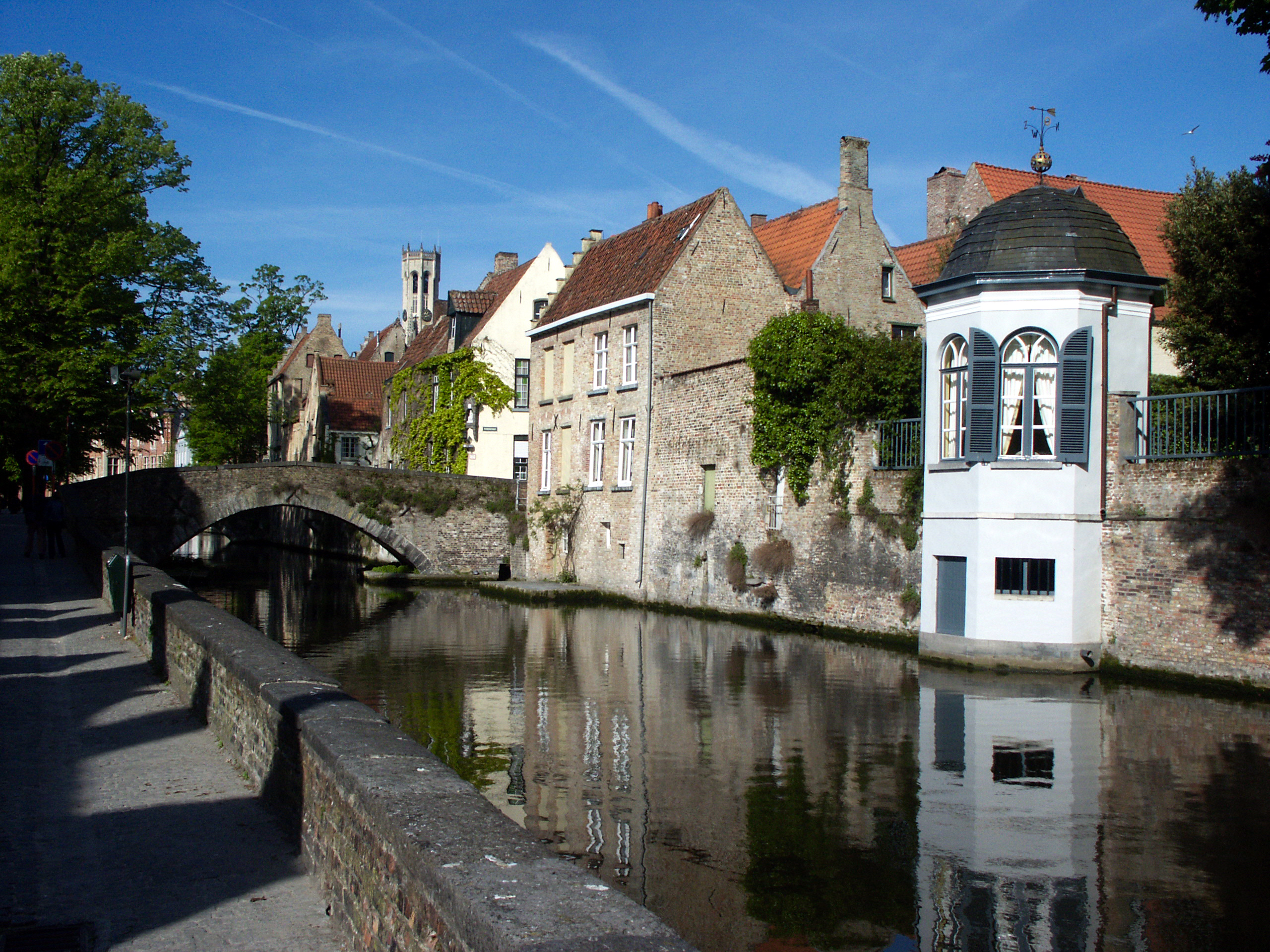
De Peerdenbrug over de Groenerei.

De historische verbinding van het stadscentrum met de Noordzee via het Zwin is verdwenen; in de plaats ligt een moderne zeehaven bij Zeebrugge. Brugge zelf ligt nog steeds op een knooppunt van verscheidene kanalen en vaarten. Het Boudewijnkanaal loopt door het hele havengebied en verbindt de Brugse binnenhaven met de Zeebrugse voorhaven en de Noordzee. De Damse Vaart loopt van de Dampoortsluis, aan de Dampoort, noordoostwaarts naar het Nederlandse grensstadje Sluis, en dient tegenwoordig vooral voor pleziervaart en recreatieve doeleinden. De kanalen Gent-Brugge en Brugge-Oostende zijn belangrijker voor de industriële binnenvaart. Ze zijn met elkaar verbonden via de Ringvaart, die langs de oost- en noordzijde rond het stadscentrum loopt. De Ringvaart is via de Boudewijnsluis met de binnenhaven verbonden.

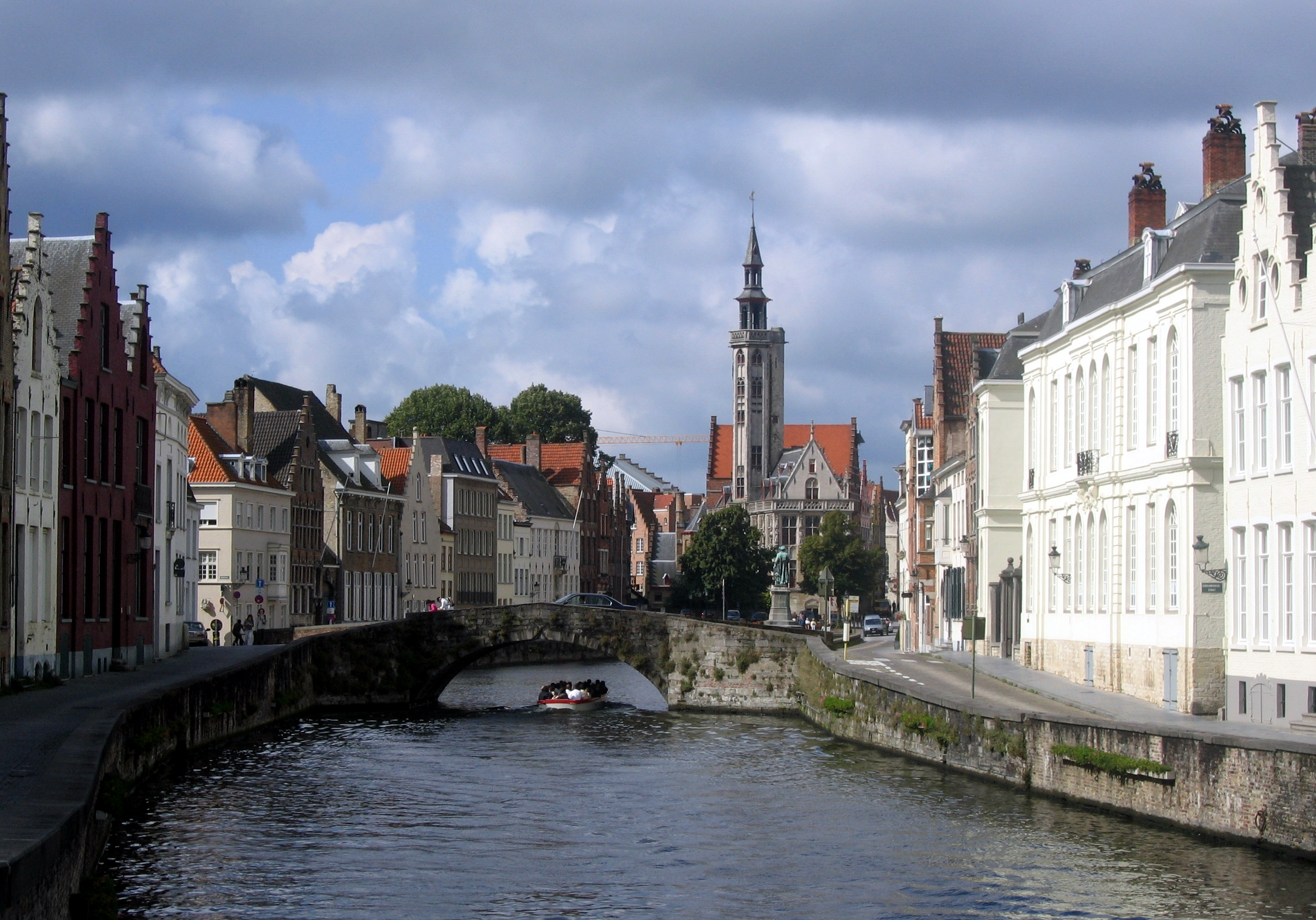
De Koningsbrug over de Spiegelrei, met op de achtergrond de Poortersloge.

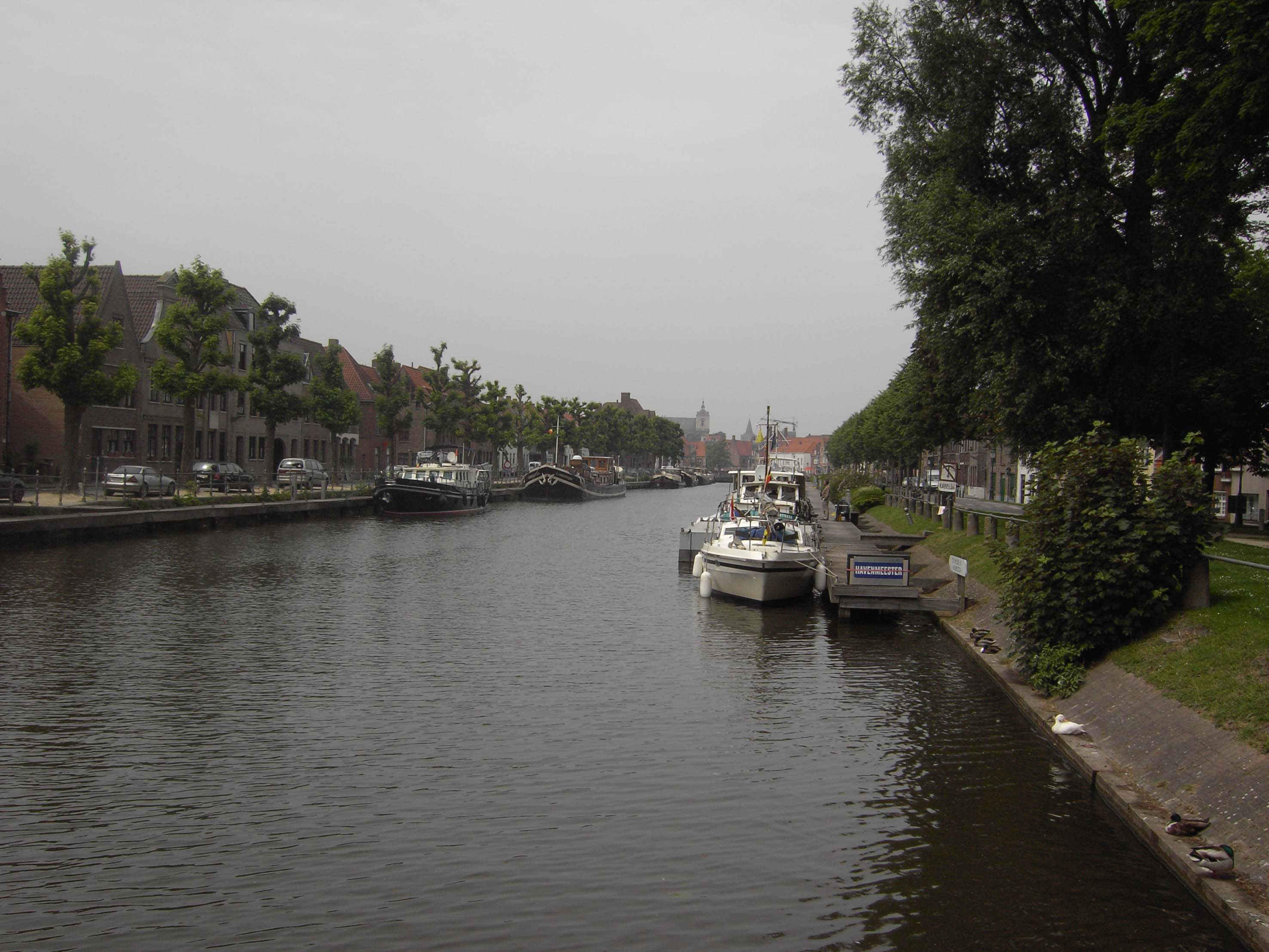
De Coupure.

Vanwege het toenemende gebruik van de binnenvaart door Brugge, met veel openstaande bruggen over de Ringvaart als gevolg, ontstaan er geregeld verkeersopstoppingen op het stuk stadsring parallel met de Ringvaart. Om de Ringvaart te ontlasten en de ontsluiting van de haven via de binnenwateren te verbeteren, zijn er ontwerpen voor de verbreding van het Schipdonkkanaal, zodat dit volledig toegankelijk wordt voor binnenschepen. Dit zou het aldus mogelijk moeten maken voor binnenschepen om vanuit de haven het binnenland in te kunnen zonder daarvoor nog door Brugge heen te moeten, met alle verkeersproblemen van dien. Deze mogelijke verbreding stuit echter op ernstige tegenstand, omdat een uniek landschap, dat zich culmineert in de kanalenkruising bij De Siphon, dreigt te worden aangetast.
Door de binnenstad lopen verschillende reien (grachten). Sommige daarvan worden in de zomer en tijdens het voor- en najaar bevaren door toeristenbootjes.
Jachthavens en aanmeerplaatsen voor kortverblijf zijn er aan de Coupure, aan de Houtkaai, aan het Kanaaleiland en in Zeebrugge. Voor woonboten zijn er plaatsen op de Ringvaart aan de Kruisvest, en op het kanaal Brugge-Oostende aan de Kolenkaai.

### Luchthaven
Op het grondgebied van Brugge zelf ligt er geen luchthaven, maar de dichtstbijzijnde luchthaven ligt op ongeveer 25 kilometer van het centrum van de stad. Deze luchthaven ligt in Oostende en heet officieel "Internationale Luchthaven Oostende-Brugge".

### Openbaar stadsvervoer

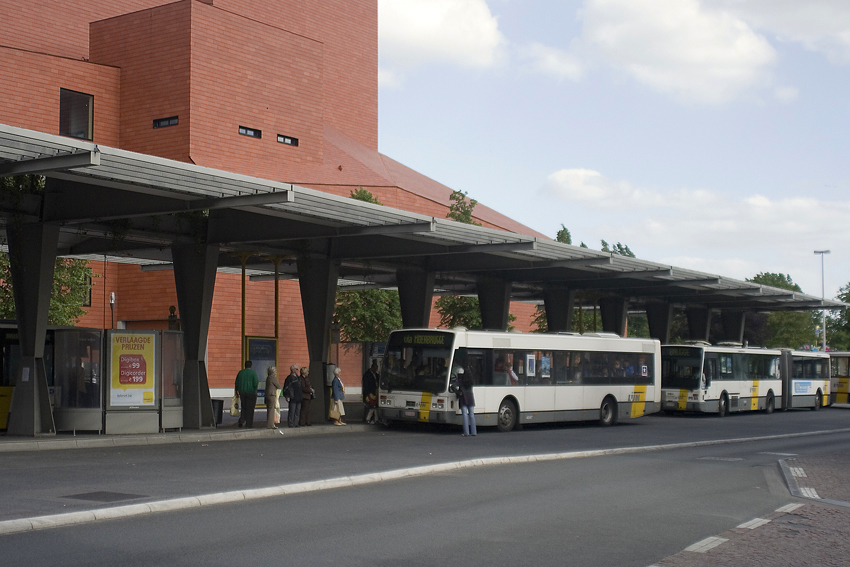
Busstation t Zand.

Tussen 1913 en 1951 bestond het openbaar vervoer in Brugge grotendeels uit elektrische trams, uitgebaat door de NMVB. In 1950 begon Brugge als eerste stad in België haar trams te vervangen door 'modern stadsvervoer', de stadsbus. De laatste tram vanuit de stad was de lijn naar Knokke in 1956. Dit was tevens de oudste tramlijn die Brugge aandeed: sinds 1890.
Op vandaag wordt het openbaar vervoer in Brugge, net zoals in de rest van Vlaanderen, geëxploiteerd door De Lijn. Het bestaat uit een uitgebreid busnetwerk, onderverdeeld in stads- en streeklijnen. Er zijn achttien stadslijnen, die naar alle hoeken van de stad leiden, en 24 streek- en voorstadslijnen, die Brugge verbinden met voorsteden, dorpen of steden in de grote regio rond de stad. De busverbinding met het Nederlandse Breskens wordt mede geëxploiteerd door Connexxion. Door Zeebrugge passeert sinds 1908 ook nog de Kusttram. Daarnaast wordt er ook internationaal openbaar busvervoer aangeboden door Flixbus.
Zoals aangehaald onder Spoorwegen, zijn er ook plannen voor een noord-zuidlightrailverbinding door Brugge.

## Onderwijs

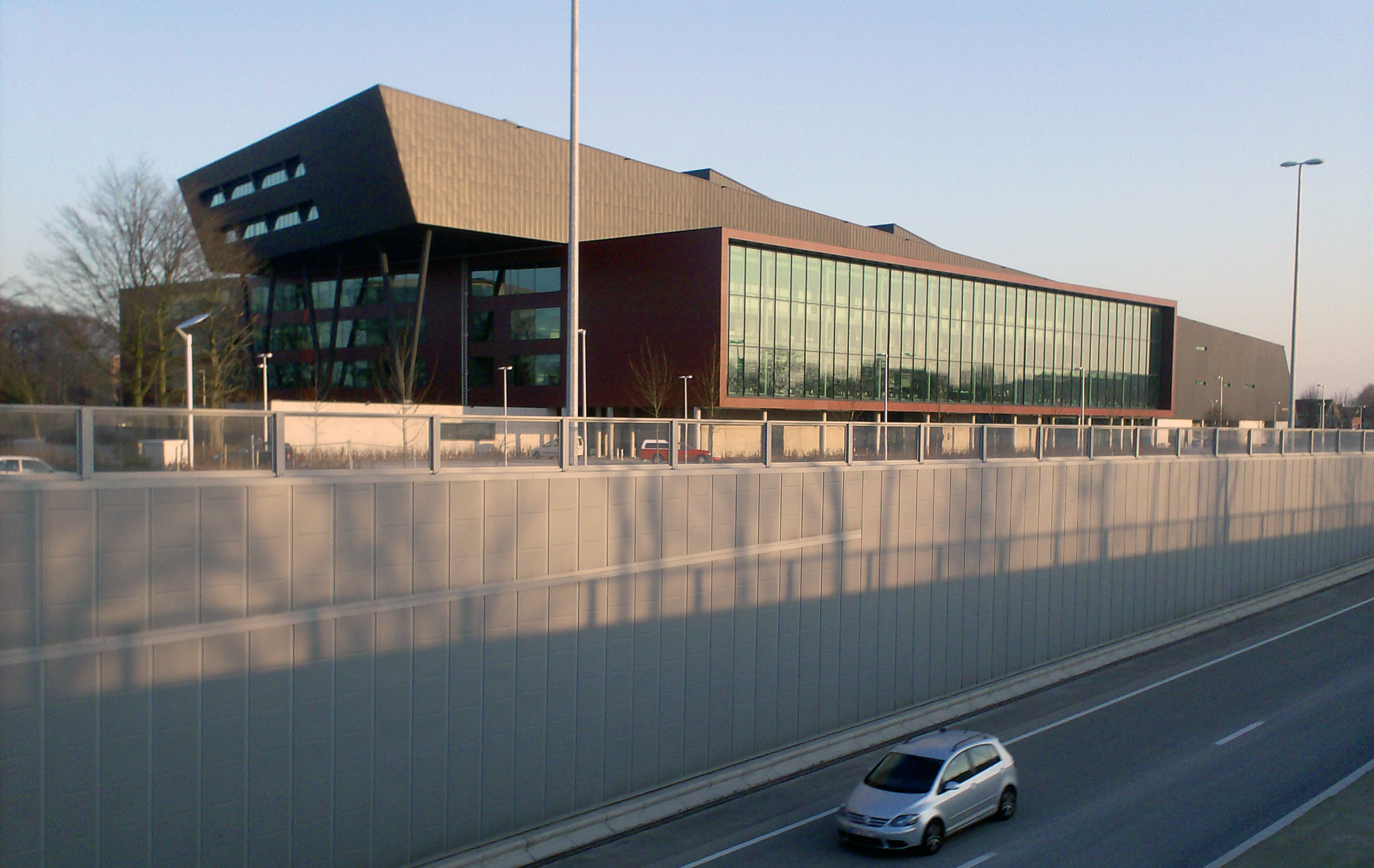
De Vives-campus in Sint-Michiels.

Brugge is in het noorden van de provincie een scholencentrum. In de binnenstad liggen een vijftiental middelbare scholen, een aantal basisscholen en enkele hogescholen, zoals een afdeling van de Hogeschool West-Vlaanderen (HOWEST), de verschillende campussen van het postuniversitaire Europacollege, en het Grootseminarie. In de gebouwen van het Grootseminarie is tevens een afdeling van de Universiteit van de Verenigde Naties (UNU-CRIS) gehuisvest, een onderzoeksinstituut dat nauw samenwerkt met het Europacollege en ingebed is in de academische werking van de Universiteit Gent en de Vrije Universiteit Brussel.
In Sint-Michiels bevinden zich ook nog enkele hogescholen, zoals een campus van HOWEST en een campus van de Katholieke Hogeschool Vives. Nabij het hoofdstation ligt een universiteitscampus van de Katholieke Universiteit Leuven: KU Leuven Campus Brugge. Voorts zijn er in Sint-Michiels een topsportschool in het Koninklijk Technisch Atheneum (KTA) en twee hbo-scholen voor verpleegkunde. Andere scholen liggen verspreid over de deelgemeenten van de stad.

## Sport

### Voetbal

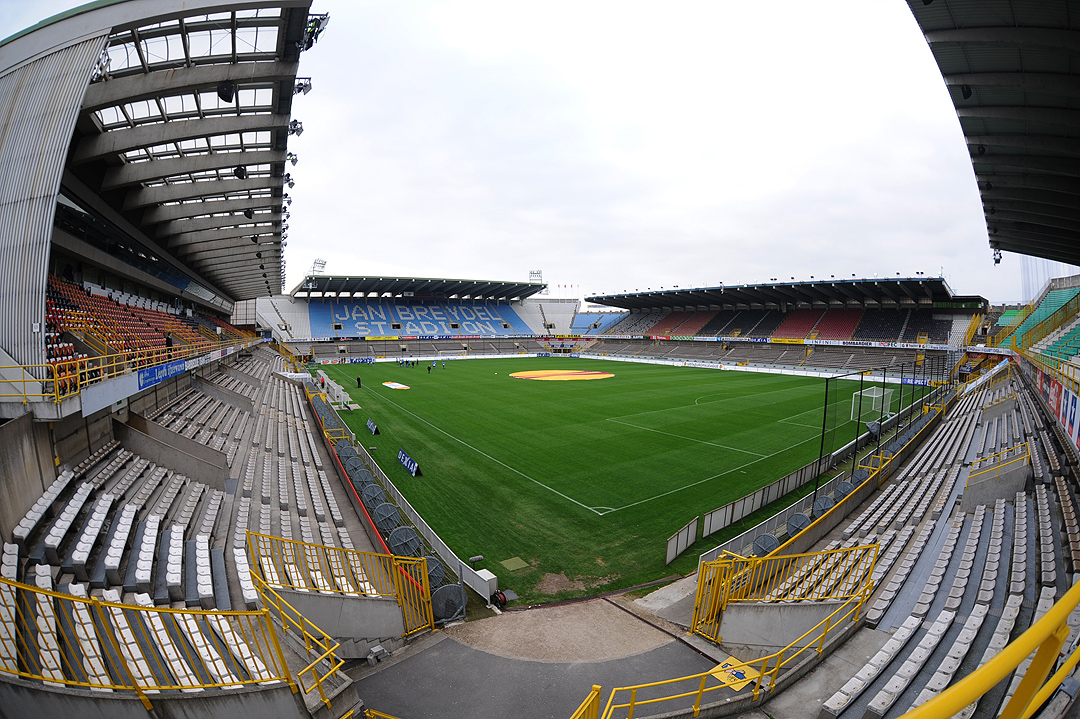
Het Jan Breydelstadion.

Als grote stad in de provincie was Brugge een van de belangrijke plaatsen voor de ontwikkeling van het voetbal in het westen van Vlaanderen op het eind van de 19e eeuw. Club Brugge en Cercle Brugge zijn twee van de oudste clubs van het land, haalden beide landstitels en spelen nog steeds in de hoogste afdelingen, met Club Brugge als een van de topclubs van het land. Vroeger hadden de twee teams hun eigen stadion: Club het Albert Dyserynckstadion (in de volksmond "De Klokke"), Cercle het Edgard De Smedtstadion. Tegenwoordig spelen beide clubs in het Jan Breydelstadion (29.062 zitplaatsen) in Sint-Andries, hetgeen eigendom is van de stad Brugge. Er zijn echter plannen voor twee nieuwe stadions ter vervanging van het Jan Breydelstadion. Voor Club Brugge ontwikkelen de stad en de club een nieuw stadion op de Olympia-site, pal naast het Jan Breydelstadion, dat nadien wordt afgebroken. Het is hierbij de bedoeling dat ook Cercle Brugge een nieuw, eigen stadionproject ontwikkelt, elders in de stad.
Andere Brugse clubs die zijn aangesloten bij de KBVB zijn Daring Brugge, Eendracht Brugge, KSK Steenbrugge, Dosko Sint-Kruis, Jong Male VV, Zeehaven Zeebrugge, RFC Lissewege en VK Dudzele, alle uitkomend in de provinciale reeksen, de damesvoetbalclubs Club Brugge Dames en Cerkelladies Brugge, uitkomend in respectievelijk de eerste en derde klasse van het damesvoetbal, en de jeugdvoetbalclub JVV Sint-Andries.
In 2000 was Brugge een van de gaststeden voor het Europees voetbalkampioenschap Euro 2000. Naar aanleiding hiervan werd het voormalige Olympiastadion uitgebreid en kreeg het de naam "Jan Breydelstadion".

### Wielrennen
Brugge speelt een zekere rol in de Ronde van Vlaanderen; van 1998 tot en met 2016 werd elk jaar op de Grote Markt het officieuze startschot van de Ronde gegeven. De officiële start vond telkens op een locatie buiten de binnenstad plaats. Na enkele jaren met Antwerpen als vertrekpunt, wordt de start van de Ronde vanaf 2022 afwisselend in Antwerpen en Brugge gegeven.
Tot en met 1989 en terug opnieuw sinds 2017 is Brugge de start- en aankomstplaats van de Elfstedenronde.
Voorts start jaarlijks de Driedaagse Brugge-De Panne op de Brugse Grote Markt.
In het Sport Vlaanderen-centrum "Julien Saelens" in Assebroek ligt een openluchtwielerbaan, genoemd naar voormalig Belgisch wielrenner Patrick Sercu.

### Andere
In het basketbal, het volleybal, het veldhockey, het rugby noch het handbal heeft Brugge een echt grote club. De best geklasseerde basketbalteams in de nationale afdelingen zijn Avanti Brugge en Racing Brugge, die in Eerste Landelijke spelen. Het hoogst geklasseerde volleybalteam, VC Olva Brugge, komt uit in Tweede Nationale, de Brugsche Rugby Club in Derde Nationale. De hoogst geklasseerde handbalclub, HC Olva Brugge, speelt in de Liga-reeksen. De herenploeg van de Koninklijke Hockey Club Brugge komt uit in de Derde Nationale, de damesploeg schommelde de laatste jaren geregeld tussen de Eerste Nationale en de Eredivisie.
Jaarlijks afgewerkte loopwedstrijden in het Brugse zijn onder andere Dwars door Brugge (15 km), de Great Bruges Marathon (42,2 km) Oostende-Brugge Ten Miles (16,1 km), Damme-Brugge-Damme (10 km), Urban Trail Brugge (10 km), de Kerstloop Brugge (10 km) en de Midzomerrun Brugge (13 km). Jaarlijkse zwemwedstrijden zijn onder meer de Brugse Zwemdoortocht, door de reien, en de Internationale zwemwedstrijd Damme-Brugge, via de Damse Vaart. Daarnaast zijn er elk jaar onder andere ook de Triatlon door Brugge, de Haventriatlon Zeebrugge, de Brugse Kajakdoortocht en de roeiwedstrijd Brugge Boat Race.
De sport krachtbal is door de Brugse sportleraar Etienne Schotte uitgevonden. In de regio Brugge zijn er dan ook tal van krachtbalclubs, waarvan zes uit Brugge zelf: Sporting Brugge, KBC Sint-Michiels, KSVV Inter Assebroek, KBC Male, Avanti Lissewege en Noordster Dudzele.
In Sint-Andries ligt naast het Jan Breydelstadion het polyvalent zwembadcomplex LAGO Brugge Olympia, met onder andere een olympisch topsportbad, warmwaterbaden, buitenbaden en sauna's. Het complex werd in 2015 geopend en verving het voormalige Olympiabad, dat ernaast lag. Andere belangrijke openbare zwembaden zijn het Interbad in Sint-Kruis en het Jan Guilinibad in Kristus-Koning. In het Sport Vlaanderen-centrum "Julien Saelens" bevindt zich voorts nog een atletiekstadion (de thuishaven van atletiekclub Olympic Brugge) en is sinds 2012 het grootste overdekte topsportcomplex van Sport Vlaanderen gevestigd. Verder is er in het Boudewijn Seapark een overdekte schaatsbaan, en in Vogelzang (Sint-Michiels), een indoor skipiste.

## Gezondheidszorg

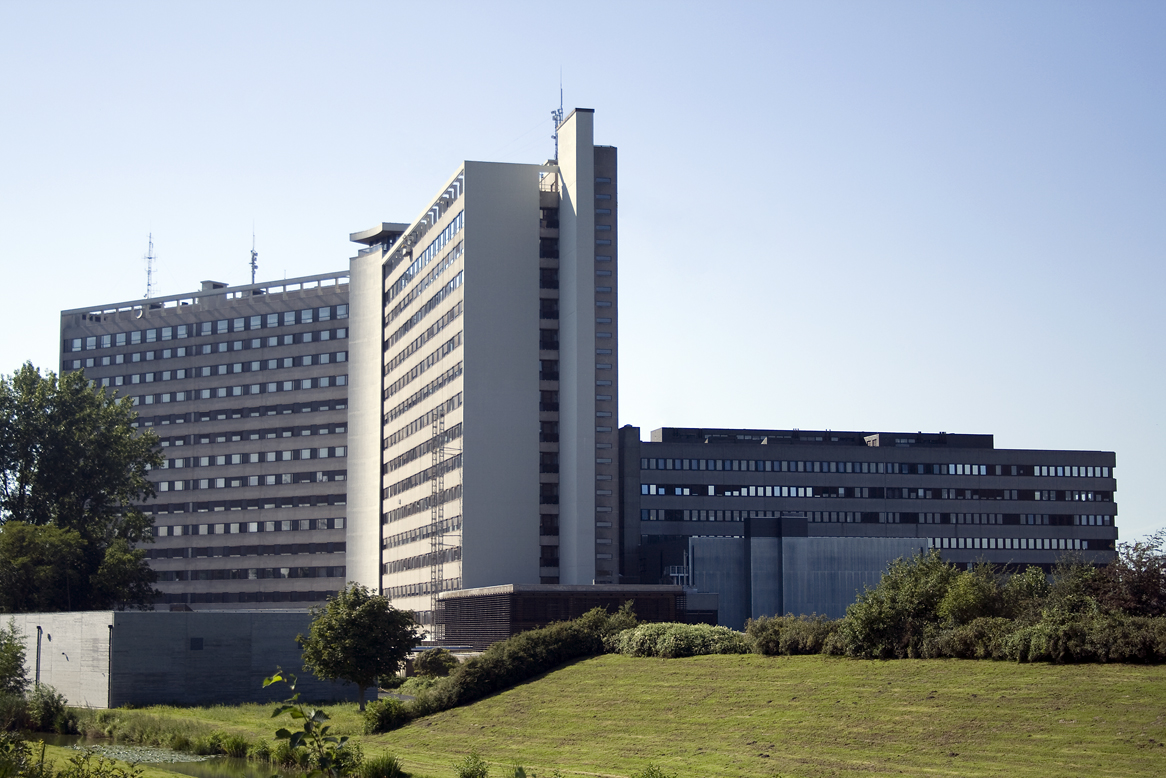
Het AZ Sint-Jan.

De twee grootste ziekenhuizen in Brugge zijn het AZ Sint-Jan en het AZ Sint-Lucas, gelegen in respectievelijk het noordwesten (Sint-Pieters) en het zuidoosten (Steenbrugge) van de stad. Het zijn grote algemene ziekenhuizen waar men terechtkan voor basiszorg tot zeer gespecialiseerde zorg. Naast het AZ Sint-Janziekenhuis zelf is ook het Sint-Franciscus Xaveriusziekenhuis, dat zich in het stadscentrum bevindt, een campus van het overkoepelende AZ Sint-Jan Brugge AV.
Net buiten het stadscentrum, in Sint-Michiels, ligt het PZ Onze-Lieve-Vrouw, een algemeen psychiatrisch ziekenhuis dat beschikt over vier gespecialiseerde klinieken en een afdeling voor psychiatrische intensieve zorg. Voorts bevindt zich in Sint-Pieters nog het Psychotherapeutisch Centrum Rustenburg, een centrum voor psychotherapie.

## Religie
In Brugge zetelt de bisschop van het rooms-katholiek bisdom Brugge. In de kathedraal is het Sint-Salvatorskapittel gevestigd. Het stadscentrum telt 10 parochies. In de stad liggen enkele kloosters van diverse orden. Aan de rand liggen enkele abdijen, zoals de Sint-Andriesabdij Zevenkerken in Sint-Andries, de voormalige Sint-Trudoabdij in Male en de voormalige Sint-Pietersabdij in Steenbrugge. Het religieuze volksleven wordt gekenmerkt door de Heilig Bloedcultus en de Brugse Belofte, die worden georganiseerd door broederschappen die in de stad zetelen. Ook de talrijke oude godshuizen, het Oud Sint-Janshospitaal en het begijnhof zijn belangrijke religieuze plaatsen in de stad.
Daarnaast zijn er ook andere kerken en religies vertegenwoordigd, zoals de Verenigde Protestantse Kerk, de Adventkerk, de Anglicaanse Kerk, de Vrije Evangelische Kerk, de Oosters-Orthodoxe Kerk, Jehovagetuigen en de Islam. In de stad bevinden zich ook meerdere loges van de vrijmetselarij en de para-vrijmetselarij.

## Politiek
Brugge is de provinciehoofdstad van de provincie West-Vlaanderen; het Provinciehuis Boeverbos staat in de deelgemeente Sint-Andries van de stad Brugge. Aan de westkant van het station van Brugge staat het Jacob van Maerlantgebouw met daarin het Vlaams Administratief Centrum (VAC) van de Vlaamse overheid en van de federale overheid.

### Structuur
| Brugge           | Brugge           | Supranationaal         | Nationaal                         | Nationaal                         | Gemeenschap               | Gewest                    | Provincie                 | Arrondissement  | Provinciedistrict | Kanton          | Gemeente        |
| ---------------- | ---------------- | ---------------------- | --------------------------------- | --------------------------------- | ------------------------- | ------------------------- | ------------------------- | --------------- | ----------------- | --------------- | --------------- |
| Administratief   | Niveau           | Europese Unie          | België                            | België                            | Vlaanderen                | Vlaanderen                | West-Vlaanderen           | Brugge          | Brugge            | Brugge          | Brugge          |
| Administratief   | Bestuur          | Europese Commissie     | Belgische regering                | Belgische regering                | Vlaamse regering          | Vlaamse regering          | Deputatie                 | Deputatie       | Deputatie         | Deputatie       | Gemeentebestuur |
| Administratief   | Raad             | Europees Parlement     | Kamer van volksvertegenwoordigers | Kamer van volksvertegenwoordigers | Vlaams Parlement          | Vlaams Parlement          | Provincieraad             | Provincieraad   | Provincieraad     | Provincieraad   | Gemeenteraad    |
| Kiesomschrijving | Kiesomschrijving | Nederlands Kiescollege | Kieskring West-Vlaanderen         | Kieskring West-Vlaanderen         | Kieskring West-Vlaanderen | Kieskring West-Vlaanderen | Kieskring West-Vlaanderen | Brugge          | Brugge            | Brugge          | Brugge          |
| Verkiezing       | Verkiezing       | Europese               | Federale                          | Federale                          | Vlaamse                   | Vlaamse                   | Provincieraads-           | Provincieraads- | Provincieraads-   | Provincieraads- | Gemeenteraads-  |

### 2025–2030

#### Schepencollege
| Functie en bevoegdheden | Naam            | Partij | Partij  |
| --- | --------------- | ------ | ------- |
| Burgemeester Algemeen beleid, havenbeleid, coördinatie (hoofdcoördinator), communicatie, public relations en onthaal, politie, hulpverleningszone, noodplanning, Europese aangelegenheden, strategische cel, vergunningen op gebruik openbare weg, regiowerking, mobiliteit, preventie, lokaal mondiaal en diversiteit | Dirk De fauw    |        | CD&V    |
| Eerste schepen Ruimtelijke ordening, monumentenzorg, handhaving | Mathijs Goderis |        | Vooruit |
| Tweede schepen Openbare werken, wegen, groen, begraafplaatsen en stadsreiniging | Franky Demon    |        | CD&V    |
| Derde schepen Personeel, burgerlijke stand, bevolking, klantgerichte dienstverlening en administratieve vereenvoudiging | Mieke Hoste     |        | Vooruit |
| Vierde schepen Werk en ondernemen (economie, tewerkstelling, KMO, winkelstad, ambulante markten, taxi's sociale economie), toerisme (bootjes, koetsen, Zeebrugge, toeristische organisaties, kerstmarkten), landbouw en visserij                                                                                       | Minou Esquenet  |        | CD&V    |
| Vijfde schepen Financiën, kerkfabrieken en algemeen bestuur | Pascal Ennaert  |        | Vooruit |
| Zesde schepen Cultuurbeleidscoördinatie, bibliotheek, cultuurcentrum, archief, musea, erfgoedcel, raakvlak, sociaal culturele verenigingen, kostuumatelier, uitleendienst, zaalverhuur | Nico Blontrock  |        | CD&V    |
| Zevende schepen Smart city, facilitair beheer, informatica, elektromechanica, economaat, wagenpark, patrimoniumbeheer, eigendommen en aankoop | Pieter Marechal |        | CD&V    |
| Achtste Schepen Jeugd, sport, stedelijk onderwijs en dierenwelzijn | Olivier Strubbe |        | CD&V    |
| Negende schepen Zorg en welzijn, eerstelijnszone, flankerend onderwijs, senioren, personen met een beperking, gezondheid, klimaat, energie, wonen, leefmilieu, stadslabo, voorzitter bijzonder comité voor de sociale dienst, Mintus en alle andere welzijnsverenigingen en van AZ Sint-Jan                            | Pablo Annys     |        | Vooruit |

#### Gemeenteraad
- CD&V Lijst Burgemeester: Dirk De fauw, Franky Demon, Minou Esquenet, Nico Blontrock, Pieter Marechal, Rani Hoste, Olivier Strubbe, Doenja Van Belleghem, Carlos Knockaert, Brigitte Balfoort, Karel Scherpereel, Ellen De Smet, Wouter Bossuyt, Samia Helsmoortel, Alexander De Vos, Liesbeth Degryse, Marc Vandepitte, Pragya Timilsina, Martine Mouquet, Jade Noë, Svitlana Musina
- Vooruit: Pablo Annys, Mathijs Goderis, Annick Lambrecht, Mieke Hoste, Pascal Ennaert, Joke Knockaert, Elias Verrecas, Barbara Roose, Sandra Wintein, Dolores David
- N-VA: Maaike De Vreese, Nele Caus, Geert Van Tieghem, Pol Van Den Driessche, Martine Bruggeman
- Vlaams Belang: Stefaan Sintobin, Tom Vandendriessche, An Braem, Yves Buysse, Marie Laeremans
- Groen: Raf Reuse, Karin Robert, Eva Vanhoorne
- VoorBrugge: Jasper Pillen, Sandrine De Crom, Michiel Vanroose [22]

Voorzitter gemeenteraad: Annick Lambrecht (Vooruit)

### Verkiezingsresultaten sinds 1976
Resultaten van de gemeenteraadsverkiezingen in Brugge na de gemeentefusie van 1971.
| Partij of kartel     | Partij of kartel                                          | 10-10-1976 | 10-10-1976 | 10-10-1982 | 10-10-1982 | 9-10-1988 | 9-10-1988 | 9-10-1994 | 9-10-1994 | 8-10-2000 | 8-10-2000 | 8-10-2006 | 8-10-2006 | 14-10-2012 | 14-10-2012 | 14-10-2018 | 14-10-2018 | 13-10-2024 | 13-10-2024 |
| Stemmen / Zetels     | Stemmen / Zetels                                          | %          | 47         | %          | 47         | %         | 47        | %         | 47        | %         | 47        | %         | 47        | %          | 47         | %          | 47         | %          | 47         |
| -------------------- | --------------------------------------------------------- | ---------- | ---------- | ---------- | ---------- | --------- | --------- | --------- | --------- | --------- | --------- | --------- | --------- | ---------- | ---------- | ---------- | ---------- | ---------- | ---------- |
|                      | PVDA1/ PVDA+2                                             | 0,721      | 0          | 0,291      | 0          | 0,251     | 0         | 0,421     | 0         | 0,321     | 0         | 0,312     | 0         | -          |            | 1,81       | 0          | 2,61       | 0          |
|                      | Agalev1/ Groen!2/ Groen3                                  | -          |            | 3,791      | 1          | 7,541     | 3         | 7,571     | 3         | 8,351     | 3         | 6,452     | 2         | 8,843      | 3          | 10,83      | 5          | 8,43       | 3          |
|                      | SP1/ sp.a-Spirit2/ sp.a3/ sp.a de Brugse Lijst4/ Vooruit5 | 25,441     | 13         | 32,321     | 18         | 35,641    | 19        | 27,001    | 15        | 23,601    | 12        | 24,252    | 12        | 26,773     | 14         | 19,44      | 10         | 20,45      | 10         |
|                      | BVV1/ PVV2/ VLD3/ Open Vld4/ Open VLD Plus5/ Voor Brugge6 | 5,981      | 2          | 6,651      | 2          | 10,052    | 4         | 14,463    | 7         | 16,993    | 8         | 11,533    | 5         | 10,994     | 5          | 13,35      | 6          | 7,96       | 3          |
|                      | CVP1/ CD&V-N-VAA/ CD&V2                                   | 43,291     | 22         | 31,641     | 17         | 28,441    | 15        | 33,551    | 18        | 35,971    | 19        | 38,86A    | 18        | 26,562     | 13         | 31,92      | 17         | 38,42      | 21         |
|                      | VU-CD1/ VU2/ VU&ID3/ CD&V-N-VAA/ N-VA4                    | 20,71      | 10         | 13,432     | 6          | 9,282     | 4         | 4,212     | 1         | 3,683     | 1         | 38,86A    | 2         | 19,794     | 10         | 11,74      | 5          | 11,04      | 5          |
|                      | Vlaams Blok1/ Vlaams Belang2                              | -          |            | 0,441      | 0          | 1,581     | 0         | 7,861     | 3         | 10,431    | 4         | 16,242    | 8         | 5,402      | 2          | 9,22       | 4          | 10,52      | 5          |
| Anderen(*)           | Anderen(*)                                                | 3,86       | 0          | 3,01       | 0          | 1,19      | 0         | 4,95      | 0         | 0,66      | 0         | 2,36      | 0         | 1,64       | 0          | 1,9        | 0          | 0,8        | 0          |
| Totaal stemmen       | Totaal stemmen                                            | 81919      | 81919      | 83240      | 83240      | 84820     | 84820     | 83322     | 83322     | 83660     | 83660     | 86359     | 86359     | 82856      | 82856      | 84272      | 84272      | 55756      | 55756      |
| Opkomst %            | Opkomst %                                                 |            |            |            |            | 92,73     | 92,73     | 91,45     | 91,45     | 91,48     | 91,48     | 93,19     | 93,19     | 89,23      | 89,23      | 90,6       | 90,6       | 60,6       | 60,6       |
| Blanco en ongeldig % | Blanco en ongeldig %                                      | 3,79       | 3,79       | 4,80       | 4,80       | 4,59      | 4,59      | 5,17      | 5,17      | 3,98      | 3,98      | 4,37      | 4,37      | 2,75       | 2,75       | 2,8        | 2,8        | 0,5        | 0,5        |

(*) 1976: ONAFH (2,94%), BP (0,92%) / 1982: NORMAL (2,0%), BP (0,74%), RAD (0,27%) / 1988: ALLEEN (0,58%), ZWP (0,39%), PAIX (0,11%), GPR (0,11%) / 1994: WOW (2,12%), ROSSEM (0,94%), ROBINH (0,92%), LIEFDE (0,54%), PAIX (0,24%), NWP (0,19%) / 2000: ZOOZ (0,41%), NWP (0,25%) / 2006: BRON & Decoorne (1,45%), BEU (0,51%), Belg.Unie-BUB (0,4%) / 2012: Lijst Burgemeester (0,79%), LDD (0,50%), VCD (0,35%) / 2018: Doe Geweune (1,6%), Vlaamse Christen Partij (0,3%) / 2024: SVD (0,5%), Voor U (0,3%)
De zetels van de gevormde coalitie staan vetjes afgedrukt. De grootste partij staat in kleur..

## Samenwerkingsverbanden
Om principiële redenen was de stad Brugge tot 2020 nooit jumelages (stedenband) aangegaan met andere steden. Zonder het nut te willen ontkennen van deze jumelages voor gemeenten met minder internationale contacten, was de voornaamste reden dat men steeds van oordeel is geweest dat het moeilijk is een keuze te maken en een internationaal gerichte stad als Brugge zich in feite mag beschouwen als 'gejumeleerd met de wereld'. Verder vreesde men dat, zoals men vaak elders kon vaststellen, deze jumelages vooral aanleiding zouden zijn voor reisjes van mandatarissen en bestuursleden van verenigingen, op kosten van de stadskas.
Als gevolg hiervan heeft de stad Brugge in de jaren 1950 een jumelage geweigerd met Nice, Neurenberg, Locarno en Venetië, die door een Belgisch ambassadeur was ondertekend buiten het medeweten van het stadsbestuur. Een Belgisch consul in Oldenburg liet het stadsbestuur van Brugge een vriendschapsoorkonde ondertekenen in de jaren 1970, die hij dan vergeefs als een 'jumelage' heeft willen doen doorgaan.
De jumelages die bestonden op vroegere randgemeenten werden na de samenvoeging tot Groot-Brugge in 1971 niet meer voortgezet.
Dit alles belette niet dat concrete vormen van samenwerking van kortere of langere duur tot stand kwamen:
 Bastenaken
Na Wereldoorlog II en tot in de jaren 1970 had Brugge (meer bepaald de Brugse Brandweer) vriendschapsrelaties met Bastenaken (Bastogne) in de provincie Luxemburg. Elk jaar werd aan een aantal kinderen uit deze geteisterde stad een vakantie in Zeebrugge aangeboden.
 Arolsen
De stad Brugge was vanaf de jaren 1950 tot in de jaren 1980 de peter van het Eerste Regiment Jagers te Paard, gelegerd in Arolsen (Duitsland).
 Salamanca
Naar aanleiding van het feit dat beide steden in 2002 culturele hoofdstad van Europa waren, heeft Brugge contacten aangeknoopt met Salamanca (Spanje), wat tot bescheiden uitwisselingen en een paar gezamenlijke initiatieven heeft geleid.
 Bergen
In 2007 is tussen de steden Brugge en Bergen (Mons) (Henegouwen) een samenwerking tot stand gekomen op cultureel en artistiek gebied, in het vooruitzicht van Bergen als Europese culturele hoofdstad.
 Burgos
De burgemeesters van Burgos (Spanje) en Brugge ondertekenden op 29 januari 2007 een intentieverklaring over een toekomstige samenwerking. Vooral op het vlak van cultuur, toerisme en economie wilden beide steden samenwerken. Hiervan is weinig of niets in huis gekomen.
In 2019 stond in de beleidsnota van de stad Brugge opgenomen dat een nieuw partnerschap met een stad in het zuiden onderzocht zou worden. Na grondig onderzoek van mogelijke kandidaat-steden werd beslist om de kandidatuur van de stad Ebolowa, gelegen in het zuiden van Kameroen, verder te onderzoeken. Deze stad, midden in het tropisch regenwoud, kwam naar voor om verschillende redenen. Zowel Brugge als Ebolowa zijn Fair Trade-steden. Verder vormt chocolade een verbindende factor: Brugge, met zijn verschillende chocolatiers en chocolademuseum, profileert zich als chocoladestad, en in Ebolowa is cacaoproductie een belangrijke bron van inkomsten. Naast de ontwikkeling van een keten in eerlijke chocoladehandel willen beide steden ook bestuurlijk samenwerken. Dit stedelijk mondiaal partnerschap werd begin 2020 bekrachtigd.

## Bekende personen

### Bekende naamdragers
- Galbert van Brugge (begin 12de eeuw), geestelijke, notarius van de kanselarij van de graaf van Vlaanderen
- Jacob van Brugge, Vlaams edelman en zeevaarder
- Petrus van der Brugge (1480-1539), Vlaams humanist en Neolatijns dichter
- Robrecht van Brugge, monnik
- Sjors Brugge, Nederlands voetballer

## Varia

#### Fictie

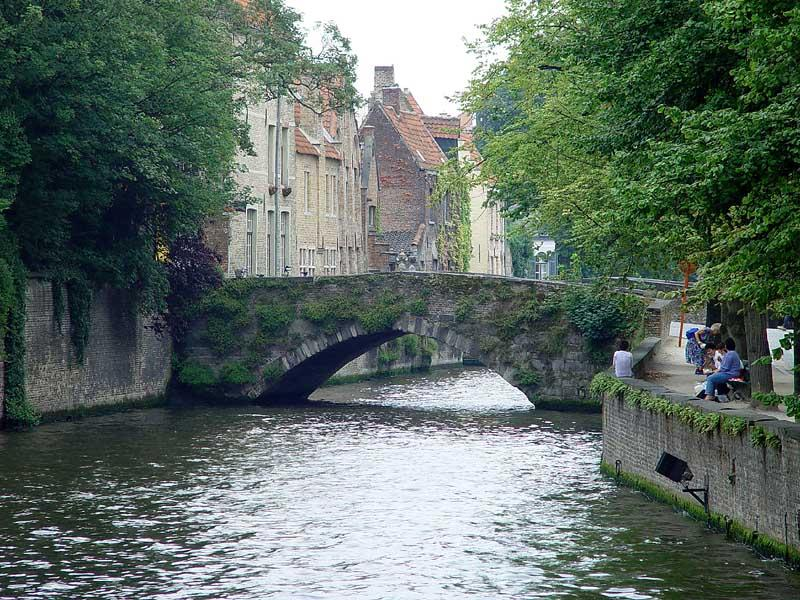
De Meebrug over de Groenerei.

Films, series of boeken waarin Brugge een hoofdrol speelt of (als decor) voorkomt:
- A Dog of Flanders (1999): verfilming van de roman van Ouida (Een hond van Vlaanderen) door Kevin Brodie.[25]
- Als het mes valt in Brugge (2004): een titel uit de stripreeks Bakelandt van Hec Leemans.
- Aspe: misdaadromans van Vlaams schrijver Pieter Aspe. De verhalen spelen zich bijna allemaal volledig in Brugge af. De eerste tien misdaadromans werden in opdracht van VTM verfilmd tot de televisieserie Aspe.[26] Ook een tweede, derde, vierde, vijfde, zesde, zevende en achtste reeks werden opgenomen, en een negende wordt voorbereid, maar deze zijn geen verfilmingen van de boeken.
- Bruges-la-Morte: het vervallen Brugge van de 19e eeuw, een sluimerende stad zonder veel drukte en 'lelijkheid' van de moderne wereld, ondervond aan het einde van de 19e eeuw een romantische heropleving. Victor Hugo beschreef de stad al uitvoerig in zijn reisverhaal over België (1837), maar het hoogtepunt kwam met de roman Bruges-la-Morte van Georges Rodenbach in 1892. Het werk had een groot succes in Europa en werd verfilmd in 1924 door Paul Flon als Dans Bruges-la-morte[27] en in 1981 door de Vlaamse cineast Roland Verhavert als Brugge, die stille.[28] Het diende ook als scenario voor de opera Die tote Stadt van Erich Wolfgang Korngold.
- Buddenbrooks (2008): verfilming van de roman van Thomas Mann door Heinrich Breloer, waarin Brugge de rol van het Amsterdam uit de 19e eeuw heeft.[29]
- De astroloog van Brugge (1994): een titel uit de stripreeks Yoko Tsuno van Roger Leloup.
- De bossen van Vlaanderen (1991): een televisieserie op de BRT.[30]
- De Filosoof van 't Sashuis: een roman van Maurits Sabbe, verfilmd in 1963 door Maurits Balfoort.[31]
- De kantwerkster van Brugge (1921): een film van Armand du Plessy.[32]
- De Kluis (2000): een kortfilm van Mathias Delacourt.[33]
- De Leeuw van Vlaanderen: verfilming uit 1985 van het boek van Hendrik Conscience door Hugo Claus en assistent-regisseurs Stijn Coninx en Dominique Deruddere.[34]
- De Ronde (2011): een fictiereeks van Jan Eelen op Eén.[35]
- De Tartaarse helm (1953): een titel uit de blauwe reeks van de stripreeks Suske en Wiske, geschreven door Willy Vandersteen.
- De vorstinnen van Brugge (1972): een populaire tv-reeks op de BRT.[36]
- Diamond 13 (2009): een film naar de roman van Hugues Pagan.[37]
- Floris (1969): een televisieserie van de NTS, bedacht door Paul Verhoeven.[38]
- Happy birthday (2000): een kortfilm van Mathias Delacourt.[39]
- Heilig Bloed (2002): een titel uit de stripreeks Suske en Wiske, geschreven door Marc Verhaegen.
- Herz aus Schokolade (2008): een Duitse televisiefilm van Oliver Dommenget.[40]
- Het monster van Brugge (1995): een titel uit de stripreeks Bakelandt van Hec Leemans.
- Het verdriet van België (1995): verfilming van de roman van Hugo Claus door Claude Goretta.[41]
- In Bruges (2008): een film van Oscar-winnend regisseur Martin McDonagh met Colin Farrell, Brendan Gleeson en Ralph Fiennes. Deze zwarte komedie speelt zich voor drie vierde af in Brugge, de rest in Londen.[42]
- l'Assassino... è al telefono (1972): een film (horror) van Alberto De Martino.[43]
- l'Œuvre au noir (1988): een film van André Delvaux naar de roman van Marguerite Yourcenar.[44]
- La Force des vingt ans (1921): een film van Isidore Moray.[45]
- La Salamandre d'or (1962): een film van Maurice Régamey.[46]
- La Vénus noire (2010): een Belgisch-Franse film van Abdellatif Kechiche. Brugge heeft de rol van het 19e-eeuwse Londen.[47]
- Les Lèvres rouges (1971): een film (horror) van Harry Kümel.[48]
- Niccolò Rising, het eerste van de acht delen van de boekenserie House of Niccolo van Dorothy Dunnett, speelt zich grotendeels af in Brugge.
- Pietje Bell (2002): een Nederlandse jeugdfilm van Maria Peters.[49]
- P.K. (2014): een Bollywoodfilm van regisseur Rajkumar Hirani met Aamir Khan, Anushka Sharma en Sushant Singh Rajput. Deze satirische komedie speelt zich voor een deel af in Brugge, de rest in India.[50]
- Que personne ne sorte (1964): een film van Ivan Govar.[51]
- Schijnheilig bloed (2013): een titel uit de stripreeks De Kiekeboes van Merho.
- Science Fiction (2002): een film van Danny Deprez.[52]
- Si le vent te fait peur (1960): een film van Emile Degelin.[53]
- The Nun's Story (1959): een film van Fred Zinnemann, gebaseerd op het boek van Kathryn Hulme.[54]
- The White Queen (2013): een dramaserie van de BBC waarin onder andere Brugse locaties dienstdoen als decor.[55]
- Traum aus Schokolade (2010): een Duitse televisiefilm van Oliver Dommenget.[56]
- Uilenspiegel leeft nog (1935): een komedie van Jan Vanderheyden.[57]

#### Zwanen
Op de reien in Brugge zijn vaak zwanen te vinden. De naam Pieter Lanchals wordt voor altijd met deze zwanen verbonden. Hij was schout, baljuw en raadsheer van Maximiliaan van Oostenrijk.
Vooral na de dood van Maria van Bourgondië (1482) beleefde Brugge woelige tijden. Maximiliaan wilde de macht van de gemeenten breken en hen een maximum aan belastingen opleggen. Brugge was zijn eerste doelwit. Daarom sloten de Bruggelingen Maximiliaan een tijdlang op in het huis Craenenburg op de Markt. Vanuit een getralied raam was hij dagenlang getuige van de folteringen die men een aantal hem trouw gebleven edellieden en burgers oplegde alvorens ze onthoofd werden. Ook Pieter Lanchals verloor er letterlijk het hoofd: dit werd op een piek op de Gentpoort geplaatst.
Aan deze echt gebeurde feiten voegt de legende toe dat Maximiliaan, eenmaal weer vrijgelaten en opnieuw aan de macht, de Bruggelingen verplichtte ten eeuwigen dage "langhalzen" of zwanen op de reien te onderhouden. Echter, dankzij oude rekeningen van de stad, die de kosten voor het onderhoud van de zwanen vermelden, is geweten dat ze al lang voor de geboorte van Pieter Lanchals op de Brugse wateren te zien waren. Zo worden ze al in 1403 vermeld.